# Attentat von Sarajevo

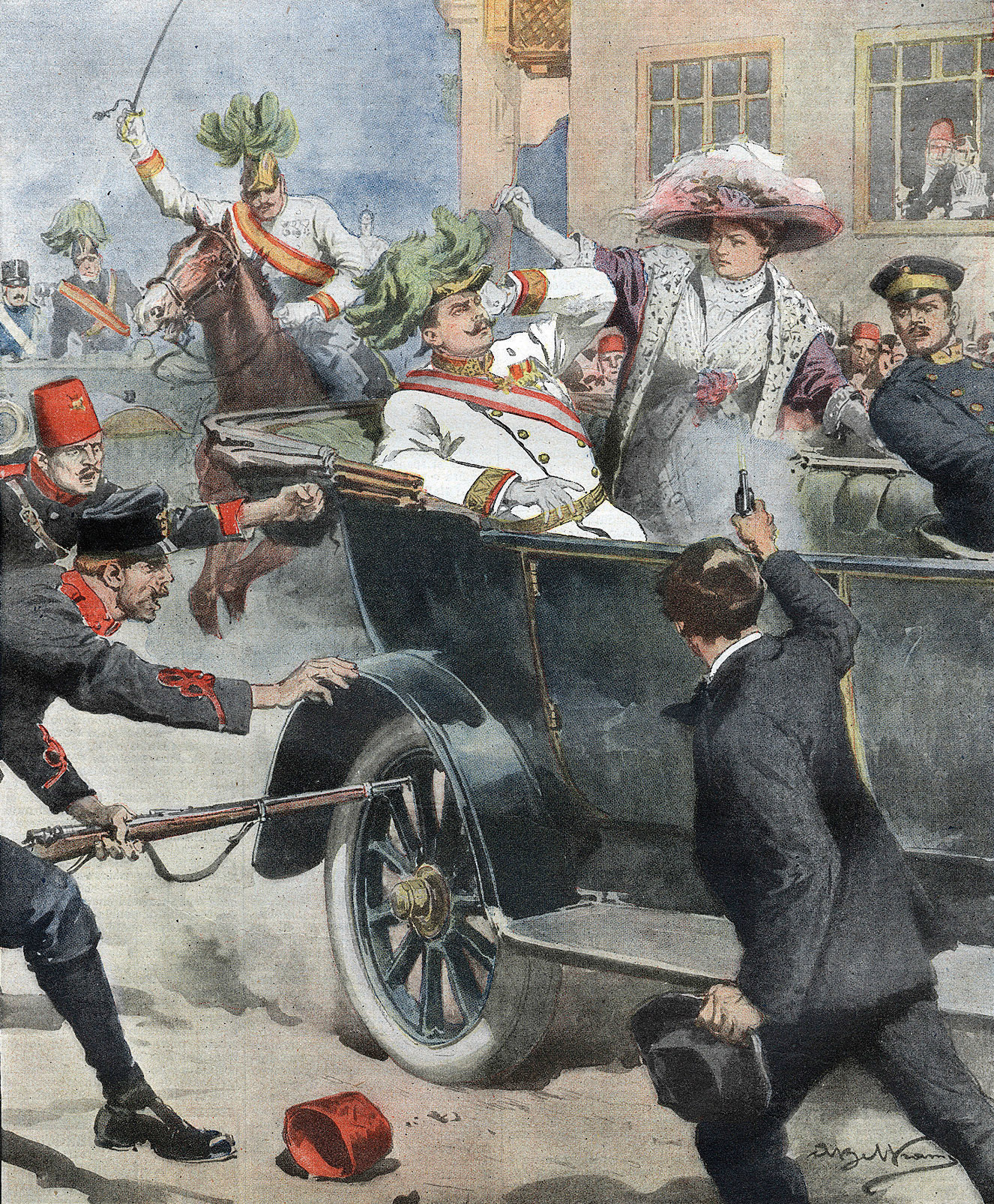
Gavrilo Princip erschießt Erzherzog Franz Ferdinand und dessen Frau. (Nachempfundene Illustration von Achille Beltrame in der italienischen Zeitung La Domenica del Corriere am 12. Juli 1914), allerdings saß Franz Ferdinand hinten links, seine Gattin auf der rechten Seite.

Beim Attentat von Sarajevo am 28. Juni 1914 wurden der Thronfolger Österreich-Ungarns, Erzherzog Franz Ferdinand, und seine Gemahlin Sophie Chotek, Herzogin von Hohenberg, bei ihrem Besuch in Sarajevo von Gavrilo Princip, einem Mitglied der serbisch-nationalistischen Bewegung Mlada Bosna (Junges Bosnien), ermordet. Das von der serbischen Geheimgesellschaft Schwarze Hand geplante Attentat in der bosnischen Hauptstadt löste die Julikrise aus, die schließlich zum Ersten Weltkrieg führte.

## Vorgeschichte

### Zeitliche Festlegung des Besuchs

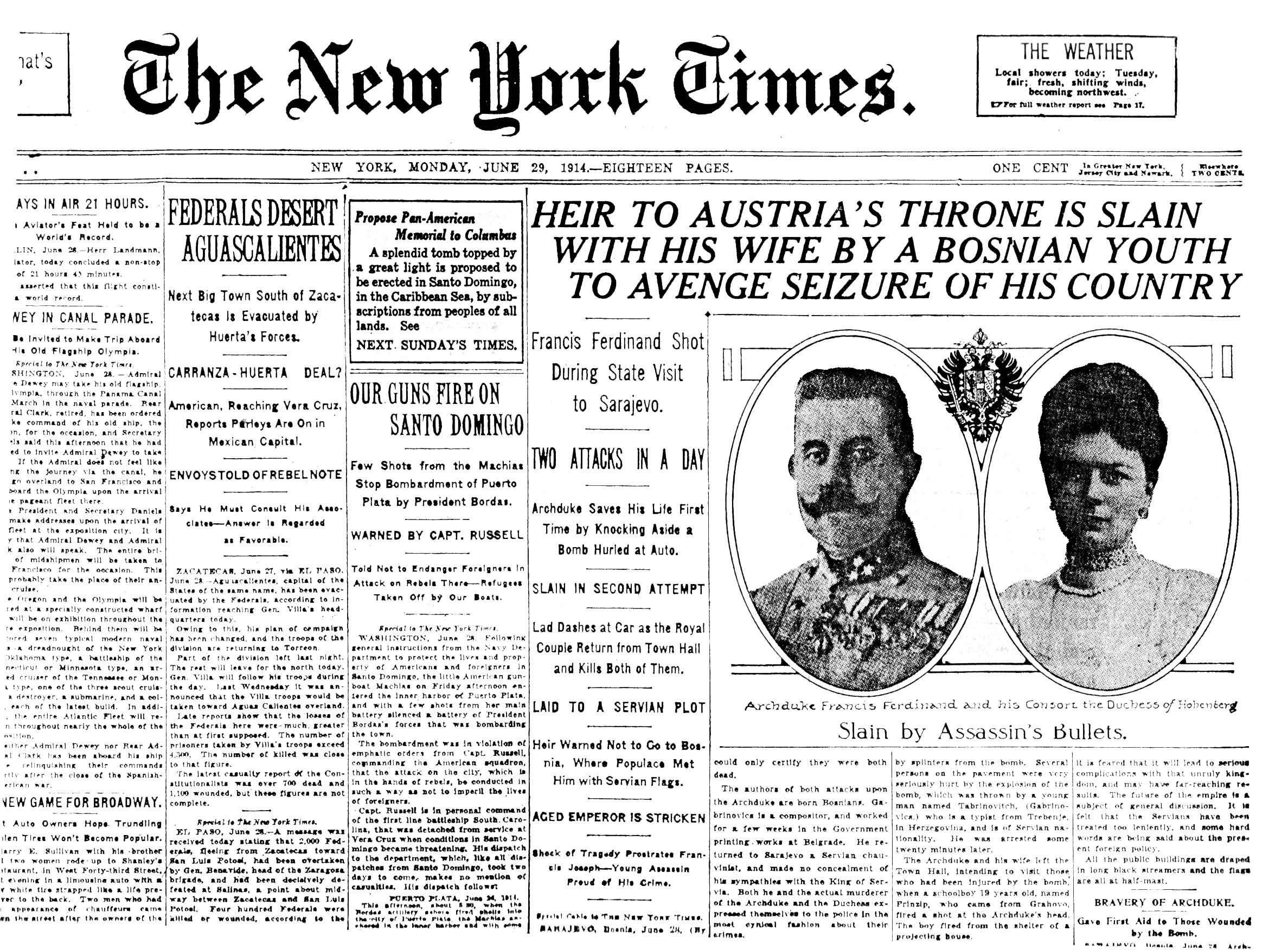
Schlagzeile der New York Times vom 29. Juni 1914

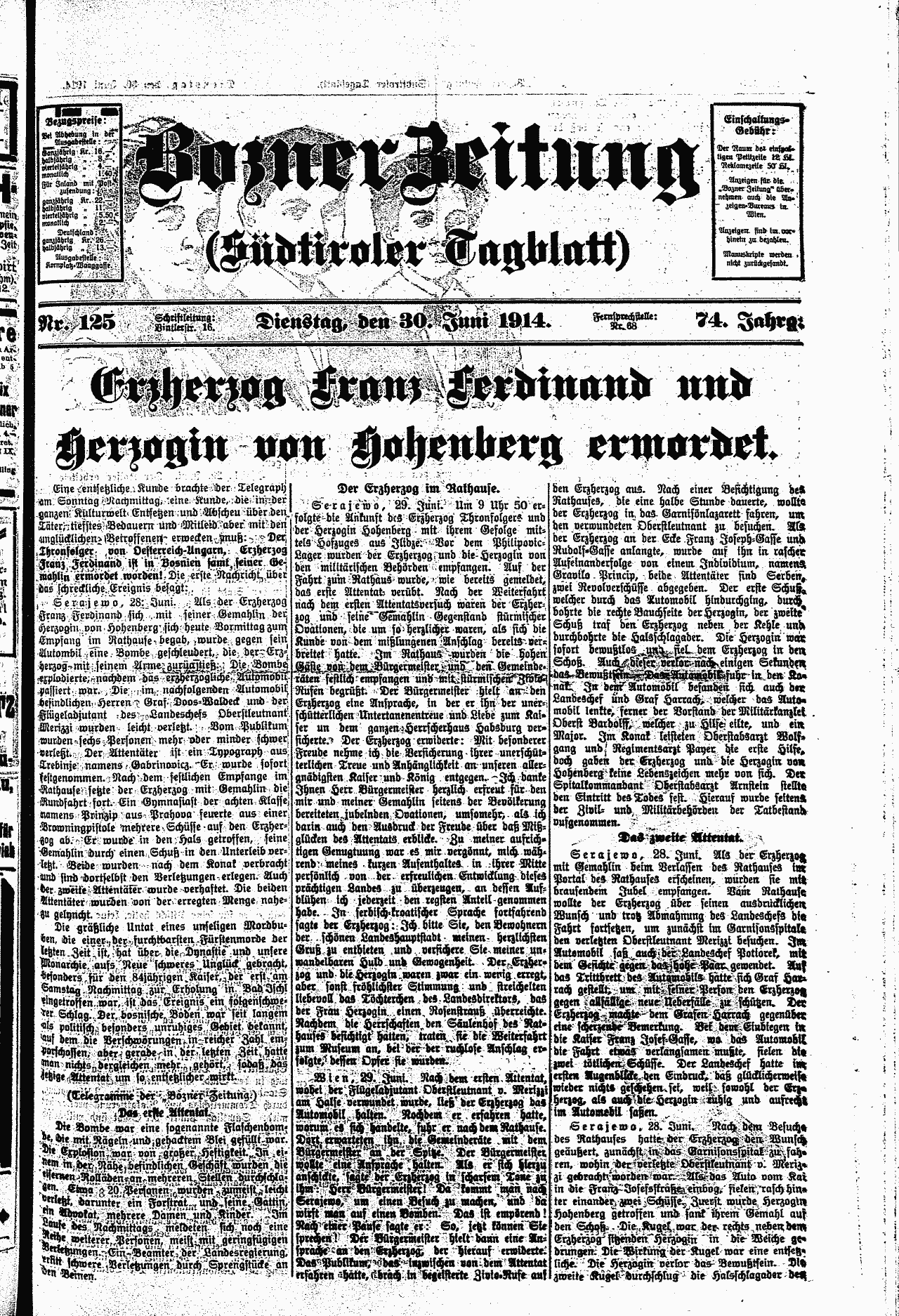
Schlagzeile der Bozner Zeitung vom 29. Juni 1914

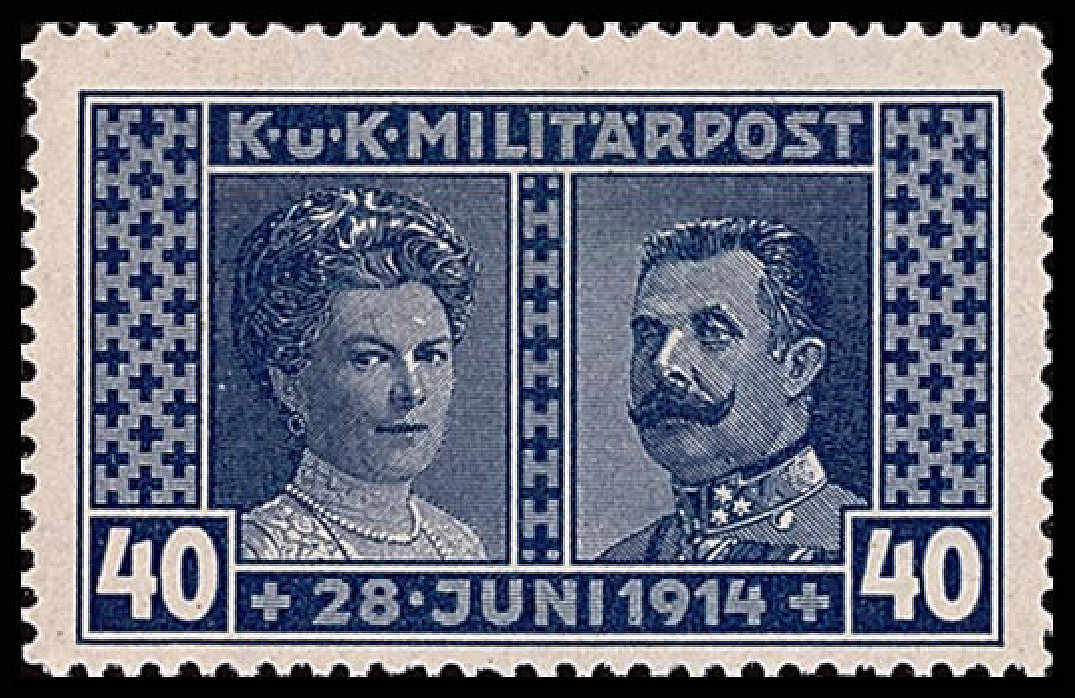
Franz Ferdinand von Österreich-Este, Sophie Chotek, Herzogin von Hohenberg (k.u.k. Militärpost, 1917)

Erzherzog Franz Ferdinand begab sich von einem Treffen mit dem deutschen Kaiser Wilhelm II. auf seinem Landsitz Schloss Konopischt in Beneschau (Böhmen) nach Sarajevo, um dem Abschluss der Manöver des k.u.k. XV. und XVI. Korps in Bosnien beizuwohnen. Der Besuch wurde auf Bitte des k.u.k. Statthalters von Bosnien-Herzegowina, Feldzeugmeister Oskar Potiorek, auf den 28. Juni festgelegt.
Die Attentäter planten den Anschlag allerdings schon seit März 1914, weil Zeitungen den Besuch Franz Ferdinands ohne genaue Datumsnennung angekündigt hatten. Den Attentätern war es vor allem wichtig, bei dem Besuch Franz Ferdinands ein Attentat auszuüben, wobei die tiefere Bedeutung des 28. Juni (15. Juni des Julianischen Kalenders) wohl nur ein Nebeneffekt war. An jenem Veitstag (Vidovdan) war der 525. Jahrestag der Schlacht auf dem Amselfeld – ein symbolisches Datum für viele Serben. Gemäß einem Schreiben des Sekretärs der k.u.k. Gesandtschaft in Belgrad, Ritter von Storck, an den Außenminister Graf Leopold Berchtold vom 29. Juni 1914 müssen die österreichisch-ungarischen Behörden über das Ausmaß der monatelang im Voraus geplanten umfangreichen Veranstaltungen im Königreich Serbien zur 525-Jahr-Feier der verlorenen Schlacht sehr gut informiert gewesen sein.
Einerseits war der Frühsommer eine übliche Jahreszeit für Manöver, und der Besuch eines Manövers bot sich an, da der Thronfolger bereits seit 1909 als Generalinspektor anstelle des Kaisers derartige Truppenbesuche vornahm. Potiorek wollte das Ansehen der Donaumonarchie, das seit der Bosnischen Annexionskrise des Jahres 1908 nicht sehr hoch war, mit einem Besuch des Thronfolgers pflegen, wozu eine gezielte Provokation kaum beigetragen hätte. Auch machte der für Bosnien und Herzegowina zuständige Finanzminister Leon Ritter von Biliński zu keiner Zeit Einwendungen gegen den Besuch, weil ihm zufolge der ursprüngliche vom Kaiser genehmigte Plan einen Besuch der Stadt gar nicht vorsah.
Andererseits lässt sich eine eventuelle Provokation durch den nach einem Krieg strebenden Flügel der Regierungskreise in der Donaumonarchie nicht ausschließen. Biliński erwähnt in seinen Memoiren, dass Potiorek eine tiefe Abneigung gegen Serben gehegt habe, was die Bosnienpolitik Österreich-Ungarns und den Konsens mit den bosnischen Serben massiv behindert hätte. Laut Biliński habe der ursprüngliche und von Kaiser Franz Joseph I. genehmigte Plan nur einen Besuch der Truppenmanöver vorgesehen. Die Entscheidung für einen Besuch der Stadt, und insbesondere die Teilnahme der Herzogin, sei kurzfristig und ohne Bilińskis Mitwirkung getroffen worden.
Biliński erwähnt auch, dass sein Ministerium als einziges Amt in Österreich-Ungarn ausdrücklich vom Verteiler für die Besuchspläne des Thronfolgers ausgelassen worden sei, um „die Bemühungen des Landeschefs, einen würdigen Gast zu empfangen, nicht zu behindern“.
Frühere Attentate auf hochstehende Repräsentanten der Doppelmonarchie, wie der Anschlag auf Statthalter Marijan Freiherr Varešanin von Vareš am 15. Juni 1910 in Sarajevo, waren fehlgeschlagen, und vermutlich hätten die Attentäter gegebenenfalls auch ein anderes, weniger symbolträchtiges Datum gewählt.

„Lediglich in der Interpretation der Nachwelt und vor allem beim Herausarbeiten der besonderen Zielstrebigkeit und Symbolträchtigkeit kam es dann dazu, dass der … 28. Juni, der Vidovdan (Veitstag), der Jahrestag der serbischen Niederlage gegen die Osmanen auf dem Amselfeld 1389, als besondere Provokation hingestellt worden [ist]. Doch auch dabei regierte der Zufall und nicht die langfristige oder gar subtile Planung. Denn als man den Zeitpunkt für die Manöver des XVI. Korps festlegte, waren dabei lediglich die Jahreszeit, der Ausbildungsstand der Truppen und die Übungsannahme ausschlaggebend.“

Es wird aber auch die Ansicht vertreten, dass gerade in Wien der Vidovdan eigentlich hinreichend als „heiliger Tag“ der Serben bekannt hätte sein müssen. Der Besuch in der erst unlängst annektierten Provinz an diesem Tage, sogar wenn er nicht als Provokation gedacht war, hätte deshalb faktisch als besondere Demütigung – oder, im Gegenteil, als eine sich besonders anbietende Gelegenheit für einen Schlag gegen die Fremdherrschaft – aufgefasst werden können.
Noch am Tag zuvor sendete Sophie von Hohenberg ein Telegramm an eine Freundin, in dem sie ihr Wohlbefinden ausdrückt. Es ist heute im Bautzener Diözesanarchiv archiviert.

### Warnungen
Bereits früher war es in Sarajevo zu Attentaten gekommen. Der Student Bogdan Žerajić hatte 1910 ein Attentat auf Kaiser Franz Joseph geplant, aufgrund des hohen Alters des Monarchen jedoch davon Abstand genommen. Stattdessen schoss er am 15. Juni 1910 bei der Eröffnung des bosnisch-herzegowinischen Landtags auf den bosnischen Gouverneur, General Marijan Freiherr Varešanin von Vareš, verfehlte ihn aber, woraufhin er sich mit einem Kopfschuss tötete. Žerajić wurde zum Vorbild für Princip: Dieser soll bei Žerajićs Grab feierlich geschworen haben, ihn zu rächen.
Auch nach vagen Vorwarnungen ließ sich Erzherzog Franz Ferdinand nicht von der Fahrt nach Sarajevo abhalten. „Unter einen Glassturz“, hatte er bei einer anderen Gelegenheit gesagt, „lasse ich mich nicht stellen. In Lebensgefahr sind wir immer. Man muss nur auf Gott vertrauen.“ Da niemand mit Gefahr rechnete, fielen die Sicherheitsvorkehrungen entsprechend gering aus.
Der Zeitplan und die Fahrtroute wurden Wochen vor dem Besuch in den Zeitungen öffentlich bekanntgegeben, wahrscheinlich auch, um möglichst viele jubelnde Zuschauer anzulocken. Es wurden so gut wie vor jedem Besuch Warnungen ausgesprochen, nicht nur in Bezug auf Bosnien. Keiner der Warner war allerdings so deutlich geworden, dass daraus wirklich das Ausmaß der Gefahr hätte abgeleitet werden können.
Der serbische Premierminister Nikola Pašić erfuhr nach einer späteren Aussage des damaligen Kabinettmitgliedes Ljuba Jovanović vorab von dem Attentat. Der Informant war wahrscheinlich Milan Ciganović, Pašićs Spion in der Schwarzen Hand (serbisch Црна Рука, Crna ruka). Dieser Geheimbund hieß eigentlich Ujedinjenje ili Smrt („Vereinigung oder Tod“) und kämpfte für die Gründung eines großserbischen Nationalstaates, in dem ganz Bosnien und Herzegowina aufgehen sollte. Pašić stritt das Vorwissen immer ab, befand sich aber nach Darstellung von Christopher Clark in einem Dilemma: Wenn er den Plan zur Ausführung kommen ließe, riskierte er wegen der Verbindung zur Geheimorganisation einen Krieg mit Österreich-Ungarn; wenn er den Plan verriete, riskierte er, von seinen Landsleuten als Verräter hingestellt zu werden.
So betraute er angeblich Jovan Jovanović, den serbischen Gesandten in Wien, mit der Aufgabe, Österreich-Ungarn mit vagen diplomatischen Aussagen vor dem Anschlag zu warnen. Jovanović, der als Nationalist galt und in Wien selten herzlich empfangen wurde, vertraute dem als offen und umgänglich bekannten k.u.k. Finanzminister von Biliński in einem Gespräch an, es wäre gut und vernünftig, wenn Franz Ferdinand nicht nach Sarajevo reiste, weil sonst „irgendein junger Serbe statt einer Platzpatrone eine scharfe Kugel nehmen und sie abschießen könnte“.
Biliński erwiderte lachend, „lassen Sie uns hoffen, dass sowas niemals passiert“ und behielt den Inhalt des Gesprächs für sich. Die Authentizität dieser Darstellung von Clark und dieses Gesprächsinhaltes ist jedoch unsicher, da das Gespräch erst zehn Jahre später von Jovanović in widersprüchlicher Weise so dargestellt wurde.
Am 4. Juli 1914 meldete Jovanović auf entsprechende Nachfrage Pašićs nach Belgrad lediglich, mit einigen Botschaftern allgemein über die Provokation durch die Manöver geredet zu haben.
Laut Christopher Clark wurde eine gewisse Warnung ausgesprochen, aber keine, die der Situation angemessen gewesen wäre. Die offiziellen Sicherheitsvorkehrungen entsprachen nicht den Standards, so dass der übliche Kordon aus Soldaten fehlte sowie die Leibwache aufgrund eines Missverständnisses am Bahnhof zurückgelassen wurde.
Dagegen urteilt Jörn Leonhard, dass „[d]er Bericht des Grafen Harrach […] über den 28. Juni 1914 […] ein kaum nachvollziehbares Ausmaß an Naivität der Behörden“ offenbare.

### Vorbereitungen für den Anschlag

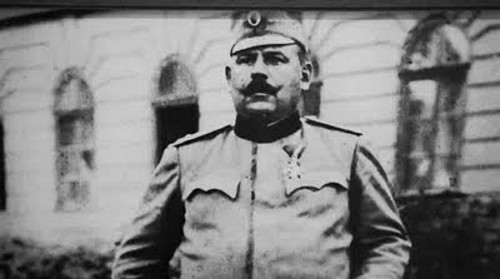
Dragutin Dimitrijević

Oberst Dragutin Dimitrijević, genannt Apis, Chef des serbischen militärischen Geheimdienstes und Führungsfigur der Schwarzen Hand, war der wichtigste Kopf hinter der Verschwörung zur Ermordung Erzherzog Franz Ferdinands, aber die Idee stammt vermutlich von seinem Kameraden Rade Malobabić. Im Rahmen dieser Verschwörung rekrutierte der ehemalige Freischärler Voja Tankosić den Kern des nach Bosnien geschickten Kommandos, die drei Mitglieder der proserbischen bosnischen Jugendorganisation Mlada Bosna (Junges Bosnien): Gavrilo Princip, ein 19-jähriger Gymnasiast, Nedeljko Čabrinović, ein 19-jähriger Druckergeselle, und Trifun „Trifko“ Grabež, ein 18-jähriger Schulabbrecher.
Der serbische Regierungschef hatte das Attentat weder befohlen, noch war die Regierung direkt beteiligt, jedoch wussten der serbische Ministerpräsident sowie mehrere Minister und Militärs von einzelnen Vorgängen der Verschwörung.
Nach Ansicht des amerikanischen Historikers Sean McMeekin waren der russische Militärattaché in Belgrad General Wiktor Artamonow, der praktisch täglich mit dem Geheimdienstchef Dimitrijević in Kontakt stand, und der russische Botschafter Nikolai Hartwig in die Attentatspläne eingeweiht.
Sobald die Planung des Attentats ernsthaft begonnen hatte, wurde sorgfältig darauf geachtet, dass keine offensichtlichen Verbindungen zwischen der Zelle und den Behörden in Belgrad bestand. Führungsoffizier der Attentäter war Milan Ciganović, der Tankosić bzw. über diesen Dimitrijević unterstand. Alle Befehle wurden nur mündlich weitergegeben.
Das stillschweigende Einverständnis zwischen dem serbischen Staat und den an der Verschwörung beteiligten Netzwerken war bewusst geheimer und informeller Natur.

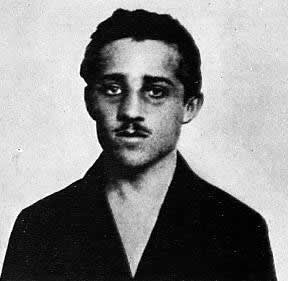
Gavrilo Princip

Gavrilo Princip selbst fasste im Frühling 1914 in Belgrad am Grab von Bogdan Žerajić den Entschluss, Franz Ferdinand zu töten, nachdem er in einer österreichischen Zeitung einen Bericht über dessen angekündigten Besuch gelesen hatte. Nach anderen Darstellungen sei der wahre Urheber der Idee Nedeljko Čabrinović gewesen, der von einem Freund, dem Journalisten Mihajlo Pušara, mit einem Zeitungsausschnitt auf den bevorstehenden Besuch aufmerksam gemacht worden war. Damals war der Besuch wegen einer ernsten Krankheit des Kaisers Franz Joseph I. noch ungewiss.
Die Attentäter betrachteten einige Persönlichkeiten als lohnendes Ziel: den österreichischen Kaiser, Außenminister Berchtold, Finanzminister Biliński, Feldzeugmeister Potiorek, den Banus von Kroatien Ivan Skerlecz, den Gouverneur von Dalmatien Slavko Cuvaj, und natürlich Franz Ferdinand.
Nach Aussagen Princips wurde Franz Ferdinand gerade nicht wegen einer angeblichen Feindseligkeit gegen die Serben ausgewählt, sondern weil er „als künftiger Herrscher bestimmte Ideen und Reformen durchgeführt hätte, die uns im Wege standen.“
Princip teilte Čabrinović und Grabež seine Absichten mit und sicherte sich ihre Unterstützung. Da sich Princip nicht in der Lage sah, den Plan ohne fremde Hilfe in die Tat umzusetzen, kontaktierte er Milan Ciganović, einen serbischen Geheimdienstler und bekannten Volkshelden, der als Eisenbahnbeamter arbeitete und im selben Haus wohnte. Ciganović stand mit Major Vojin P. Tankošić in Verbindung, den Princip von seinem erfolglosen Versuch aus dem Jahr 1912, als Freiwilliger an den Balkankriegen teilzunehmen, schon kannte. Princip wusste weder, dass Ciganović und Tankošić führende Mitglieder der Schwarzen Hand waren, noch war Princip, der offenbar selbst an ein lokales Projekt dachte, über die Hintergründe der Verschwörung informiert.
Ciganović gab den militärisch unerfahrenen Jugendlichen im Belgrader Park Topčider Schießunterricht, wobei Princip der beste Schütze war, und übergab ihnen am 27. Mai 1914 vier Pistolen mit Munition und sechs Bomben aus serbischen Armeebeständen. Die Herkunft der Waffen konnte nie restlos geklärt werden, weil viele serbische Milizangehörige solche Waffen besaßen. Weiter bekamen sie etwas Geld für die Reisekosten und Zyankali-Fläschchen, um sich nach dem Attentat zu töten.
Die drei Attentäter reisten einen Monat vor dem Anschlag über Tuzla nach Sarajevo. Ciganović half ihnen, unter Mitwirkung von Miško Jovanović, die Waffen unbemerkt über die bosnische Grenze zu bringen. In Tuzla schloss sich ihnen als viertes Mitglied Danilo Ilić, ein 23-jähriger Lehrer, an. Ilić warb drei weitere Mitglieder von Mlada Bosna an, die zwei Gymnasiasten Vaso Čubrilović (17-jährig) und Cvjetko Popović (18-jährig) sowie Muhamed Mehmedbašić, einen 27-jährigen muslimischen Bosnier, der von Beruf Schreiner war.
Der eigentliche Sinn dieser zweiten Sarajevoer Zelle war, die Spuren der Verschwörung zu verwischen.
An der Verschwörung waren auch andere Mitglieder von Mlada Bosna beteiligt, die nicht unmittelbar oder bewaffnet in Erscheinung traten: Veljko Čubrilović, Vasos Bruder und Lehrer aus Priboj, Miško Jovanović, Kaufmann und Bankdirektor aus Tuzla, Mladen Stojanović, Arzt und später Volksheld im Zweiten Weltkrieg, sein Bruder Sreten, Bildhauer; Jezdimir Dangić, Gendarmerie-Oberstleutnant und später Tschetnik-Wojwode, Mitar Kerović und sein Sohn Neđa, und schließlich Jakov Milović, ein Landwirt aus Ostbosnien.
Einige aus der Gruppe der Attentäter zogen sich im letzten Moment zurück, weil Mord ungeeignet sei, Protestverhalten zu zeigen. Doch die jüngeren Attentäter wollten den Plan dennoch durchführen.

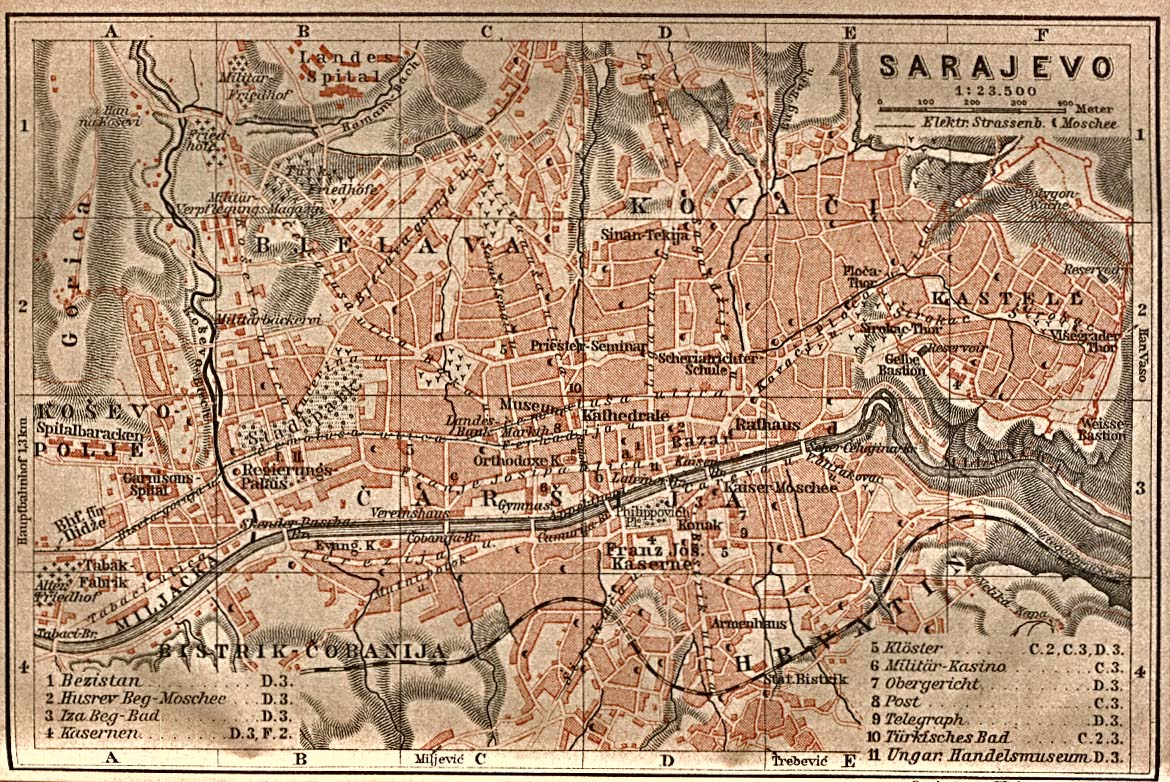
Sarajevo (1905)

Die Attentäter positionierten sich am Appel-Kai (heute: Obala Kulina bana) entlang des Miljacka-Flusses. Mehmedbašić und Čabrinović sollten als erste handeln und nahmen westlich der Ćumurija-Brücke Aufstellung, während sich die anderen fünf Attentäter als Reserve bis hin zur Kaiser-Brücke (heute: Careva Čuprija) postierten. Nach Angaben des Museum von Sarajevo stand Mehmedbašić westlich der ersten Einmündung der Ćumurija-Straße (gegabelte Einmündung), Čabrinović östlich, beide auf der Flussseite.
Čubrilović und Popović standen wenige Meter weiter östlich beidseitig der Straße vor der zweiten Einmündung der Ćumurija-Straße bzw. an der Ćumurija-Brücke. Princip postierte sich flussseitig kurz vor der Lateinerbrücke, quer gegenüber verübte er später den zweiten, dann „erfolgreichen“ Anschlag. Grabež stand flussseitig westlich der Kaiser-Brücke gegenüber der heutigen Einmündung der Bazardžani-Straße. Ilić pendelte unbewaffnet zwischen den Attentäter-Gruppen.

## Erster Anschlag
Das Thronfolger-Ehepaar residierte während des Besuches in Ilidža, einem Badeort etwa 12 Kilometer westlich von Sarajevo. Ursprünglich wollte Franz Ferdinand den Besuch absagen, jedoch konnte Erik von Merizzi den Thronfolger davon überzeugen, doch noch Sarajevo zu besuchen.
Am 28. Juni 1914 reisten sie mit dem Zug von Ilidža bis zur Westgrenze der Stadt, wo eine Tabakfabrik stand, die ein häufiger Ausgangspunkt für Sarajevo-Besuche österreichisch-ungarischer Würdenträger war.
Laut Biliński, der seine Erinnerungen auf einen Bericht des erzherzöglichen Marschalls Oberst Graf Rumerskirch an Kriegsminister Alexander Ritter von Krobatin stützt, seien die Sicherheitsvorkehrungen besonders gering gewesen, was in Kontrast zu den vergleichsweise strengen Vorkehrungen beim Besuch Franz Josephs I. in Sarajevo 1910 gestanden habe.
Die Polizisten und Geheimpolizisten, die der Kolonne hätten vorausfahren sollen, seien für diesen Zweck weder mit Wagen noch Kutschen ausgestattet worden und seien daher, mit Schmucktruhen der Herzogin schwer beladen, bei der Tabakfabrik zurückgeblieben.
Laut Biliński wurde die Ankunft Franz Ferdinands in Sarajevo auf die Minute genau angekündigt, was die Ausführung des Attentats erleichterte. Vor der Abfahrt habe der Polizeihauptmann Gerde, ein Ungar, dem Landeschef Potiorek mitgeteilt, dass er mit einer Anzahl von 30 bis 40 Polizisten nicht in der Lage sei, für die Sicherheit der Fahrgäste auf der langen Strecke von der Tabakfabrik bis zum Rathaus zu sorgen, und deshalb Unterstützung durch Militäreinheiten benötige.
Potiorek habe entgegnet, weil in der Stadt aufgrund der Manöver kein Militär stationiert sei, könne es nicht rechtzeitig eintreffen. Daraufhin habe der Gendarmeriechef Bosniens, General Šnjarić, vorgeschlagen, einen Gendarmeriekordon entlang der Fahrtstrecke aufzustellen, doch Potiorek habe auch diesen Vorschlag abgelehnt.

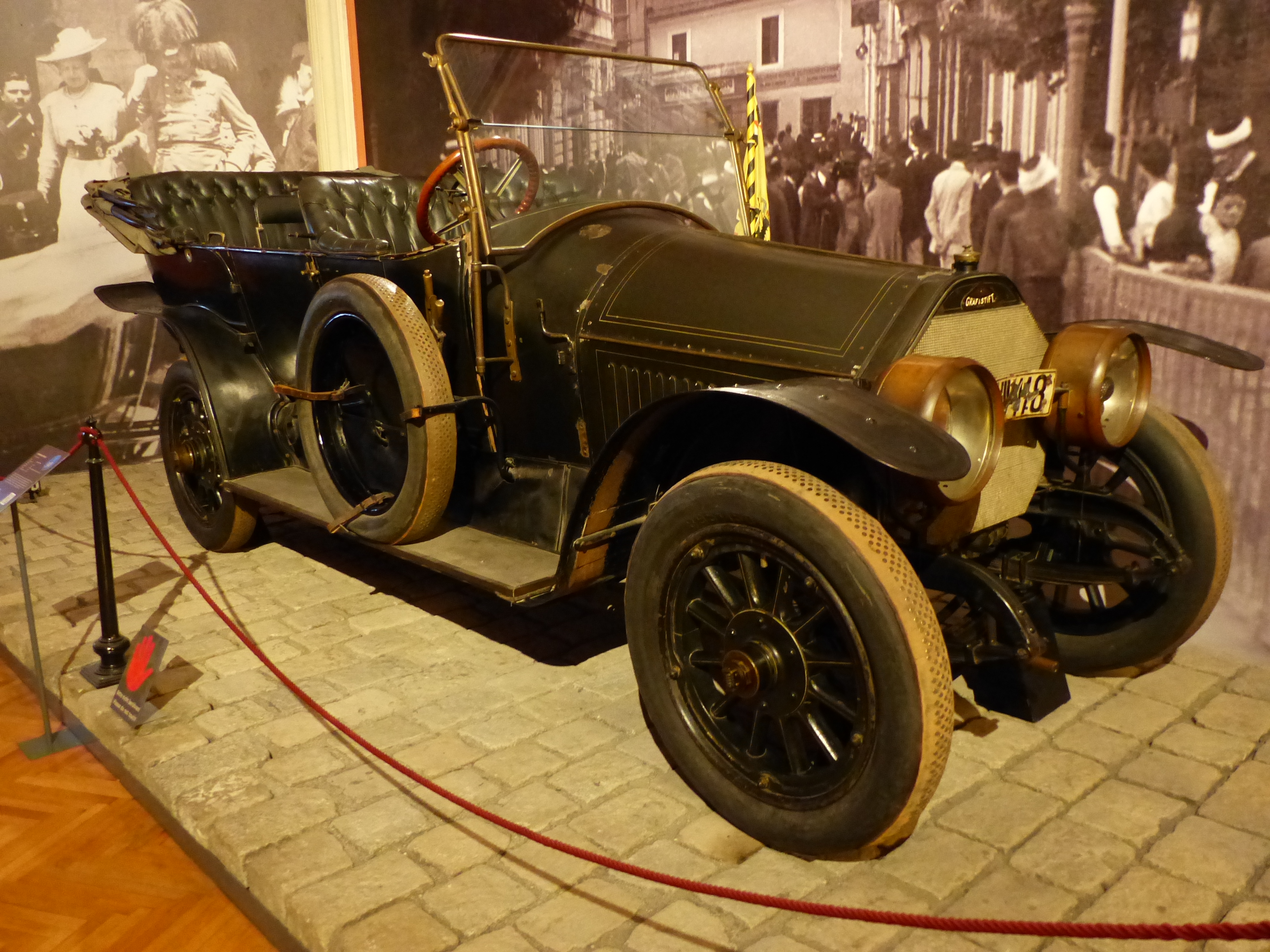
Der Wagen, ein Doppelphaeton (28/32 PS) von Gräf & Stift, in dem Franz Ferdinand und seine Frau Herzogin Sophie von Hohenberg in Sarajevo erschossen wurden. Der Wagen ist heute im Heeresgeschichtlichen Museum in Wien ausgestellt.

Franz Ferdinand und seine Frau fuhren in einer Kolonne aus sechs Autos (zuzüglich des vorausfahrenden Polizeiwagens) auf dem Appel-Kai (heute: Obala Kulina bana) entlang des Miljacka-Flusses zum Rathaus von Sarajevo. Im ersten Fahrzeug saßen der Bürgermeister, Efendi Fehim Čurčić, und der Polizeichef Gerde. Im zweiten Fahrzeug, einem Doppelphaeton (28/32 PS) von Gräf & Stift, saßen Franz Ferdinand und seine Gemahlin Sophie, ihnen gegenüber Landeschef Potiorek.
Vorne saßen der Chauffeur Leopold Lojka und Franz Graf Harrach, der Besitzer des Wagens. Im dritten Fahrzeug saßen Sophies Kammerfrau, Alexander Graf von Boos zu Waldeck und der Flügeladjutant des Landeschefs, Oberstleutnant Merizzi, der den Wagen fuhr. Im vierten und fünften Fahrzeug saßen unter anderem Baron Morsey, Oberst Bardolff, der Leiter der erzherzoglichen Militärkanzlei, Hofmarschall Rumerskirch und bosnische Beamte wie der Regierungsrat Starch. Das sechste Fahrzeug war leer und wurde als Reserve mitgeführt.
Gegen zehn Uhr fuhr die Kolonne an Mehmedbašić vorbei, der eine Bombe werfen sollte, aber nichts unternahm. Er erklärte seine Untätigkeit später damit, dass er von Ilić die Anweisung bekommen habe, die Bombe nur dann zu werfen, wenn er den Wagen des Thronfolgers erkenne. Dies sei ihm aber nicht gelungen. Einer der nächsten Attentäter auf der Route, Čabrinović, stand quer gegenüber dem Café Mostar (heute Anwesen Ćumurija 1), wo der ebenfalls untätige Čubrilović saß, und erkundigte sich bei einem Polizisten, in welchem Fahrzeug der Erzherzog säße.
Als dieser ihm die korrekte Antwort gab, schlug er die Sicherung seiner Bombe an einem Straßenbahnmast westlich der Ćumurija-Brücke ab und warf sie in Richtung des Wagens.
Der Fahrer bemerkte das herbeifliegende dunkle Objekt und gab Gas, während Franz Ferdinand den Arm hob, um seine Frau zu schützen. Die Bombe prallte von Franz Ferdinands Arm ab, fiel über das zurückgelegte Verdeck des Wagens nach hinten und explodierte kurz vor dem dritten Automobil, wobei Oberstleutnant Merizzi und Graf Boos-Waldeck verletzt wurden, außerdem noch ein halbes Dutzend Schaulustiger.
Čabrinović schluckte laut Clark das von der Schwarzen Hand zur Verfügung gestellte Zyankali und sprang in die Miljacka. Das Gift war jedoch alt und wirkte nicht, so dass er nur erbrach. Nach eigenen Angaben verschüttete er das Pulver in der Aufregung.
Außerdem war der Fluss an der betreffenden Stelle nicht sehr tief. Čabrinović wurde von der Menge gefasst, wobei er fast gelyncht worden wäre, und verhaftet.
Angesichts dessen tauchte der Attentäter Gavrilo Princip nun in der Menge unter, setzte sich in ein Kaffeehaus und erwog, seinen gestellten Komplizen zu erschießen und sich das Leben zu nehmen, um einer Verhaftung zu entgehen.
Nachdem Oberstleutnant Merizzi nach ersten Informationen nur leicht verletzt war und in das Garnisonsspital gebracht worden war, befahl Franz Ferdinand, dass die Fahrt fortgesetzt werde. Auf dem Weg zum Rathaus fuhr die Kolonne an den anderen Attentätern vorbei, die aber nichts unternahmen. Vaso Čubrilović sagte später aus, dass er nicht geschossen habe, weil ihm die Herzogin leidgetan habe, Cvjetko Popović sagte aus, dass er Angst gehabt habe und in diesem Augenblick nicht gewusst habe, was mit ihm geschehe.

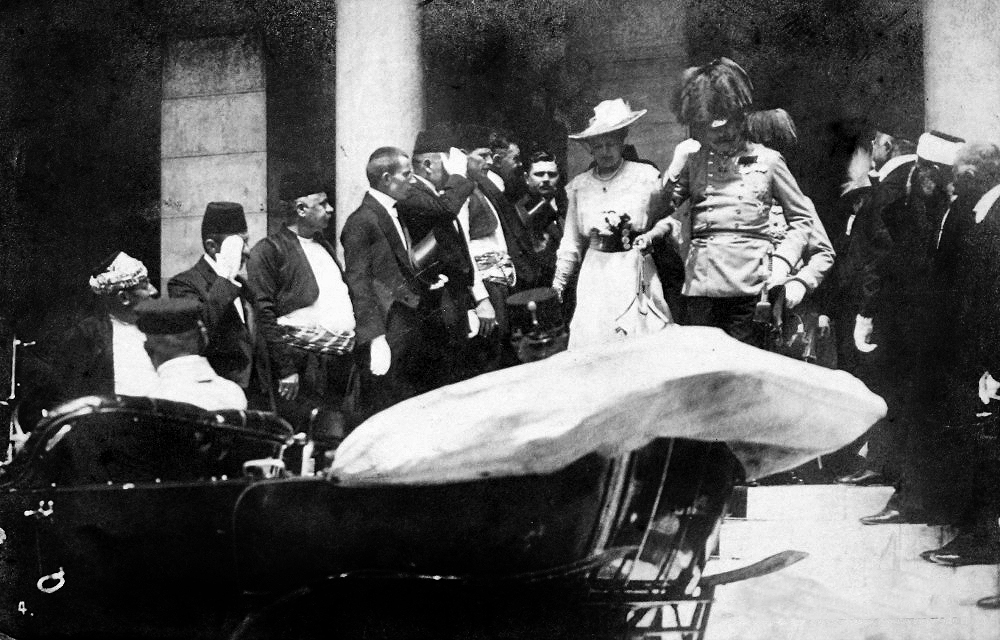
Abfahrt vom Rathaus, fünf Minuten vor dem Attentat

Im Rathaus angekommen, setzte der Bürgermeister vor vielen lokalen Würdenträgern zu einer vorbereiteten Begrüßungsrede an, wurde jedoch sofort von Franz Ferdinand unterbrochen: „Herr Bürgermeister, da kommt man nach Sarajevo, um einen Besuch zu machen, und wird mit Bomben beworfen! Das ist empörend.“
Er konnte sich aber schließlich beruhigen. Nach seinem Besuch im Rathaus verfügte er eine Änderung der Route. Er wollte nicht wie geplant direkt zum Bosnisch-hercegovinischen Landesmuseum fahren (in dem auch der serbische Historiker Vladimir Ćorović auf seine Ankunft wartete), sondern auch den beim Anschlag Čabrinovićs am Hals verletzten Merizzi im Krankenhaus besuchen.
Ungünstigerweise lag das Krankenhaus am anderen Ende der Stadt. Laut Biliński habe Rumerskirch berichtet, dass Franz Ferdinand, in Sorge um seine Gattin, nach dem Aufenthalt im Rathaus Potiorek und Gerde konsultiert haben soll, ob es angesichts des Bombenanschlags vernünftig sei, dorthin zu fahren. Die Alternative war, auf einer anderen Straße nach Ilidža zurückzufahren oder geradeaus zum Konak, der vom Rathaus wenige Fahrminuten entfernt war. Während Gerde zögerte, soll Potiorek ausgerufen haben: „Eure Kaiserliche Hoheit können ruhig weiterfahren, ich übernehme dafür die Verantwortung“.

## Zweiter Anschlag

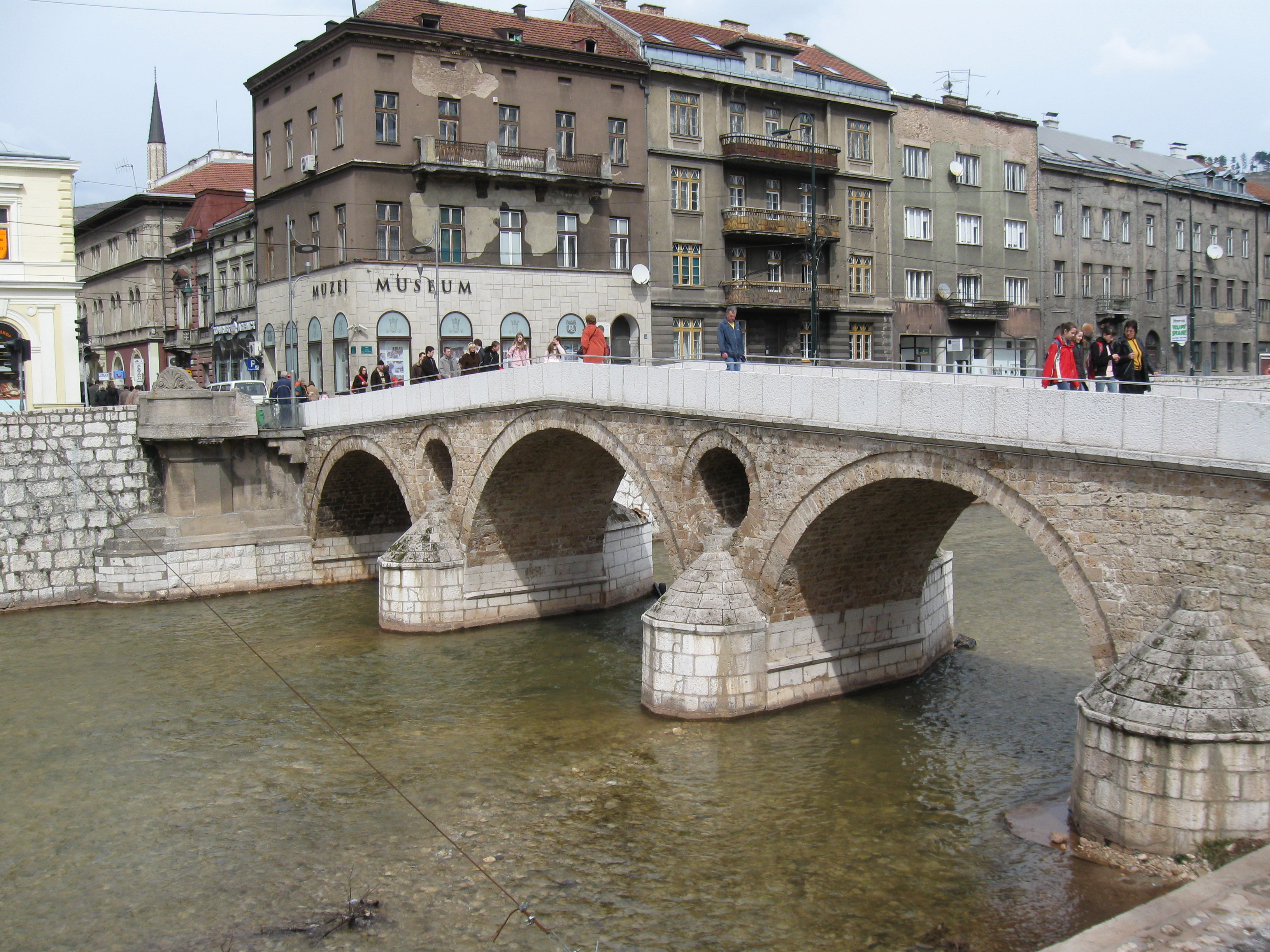
Die Lateinerbrücke – der Attentäter stand an der Ecke des heutigen Museums links im Bild

Lageskizze vom Ort des zweiten Anschlags

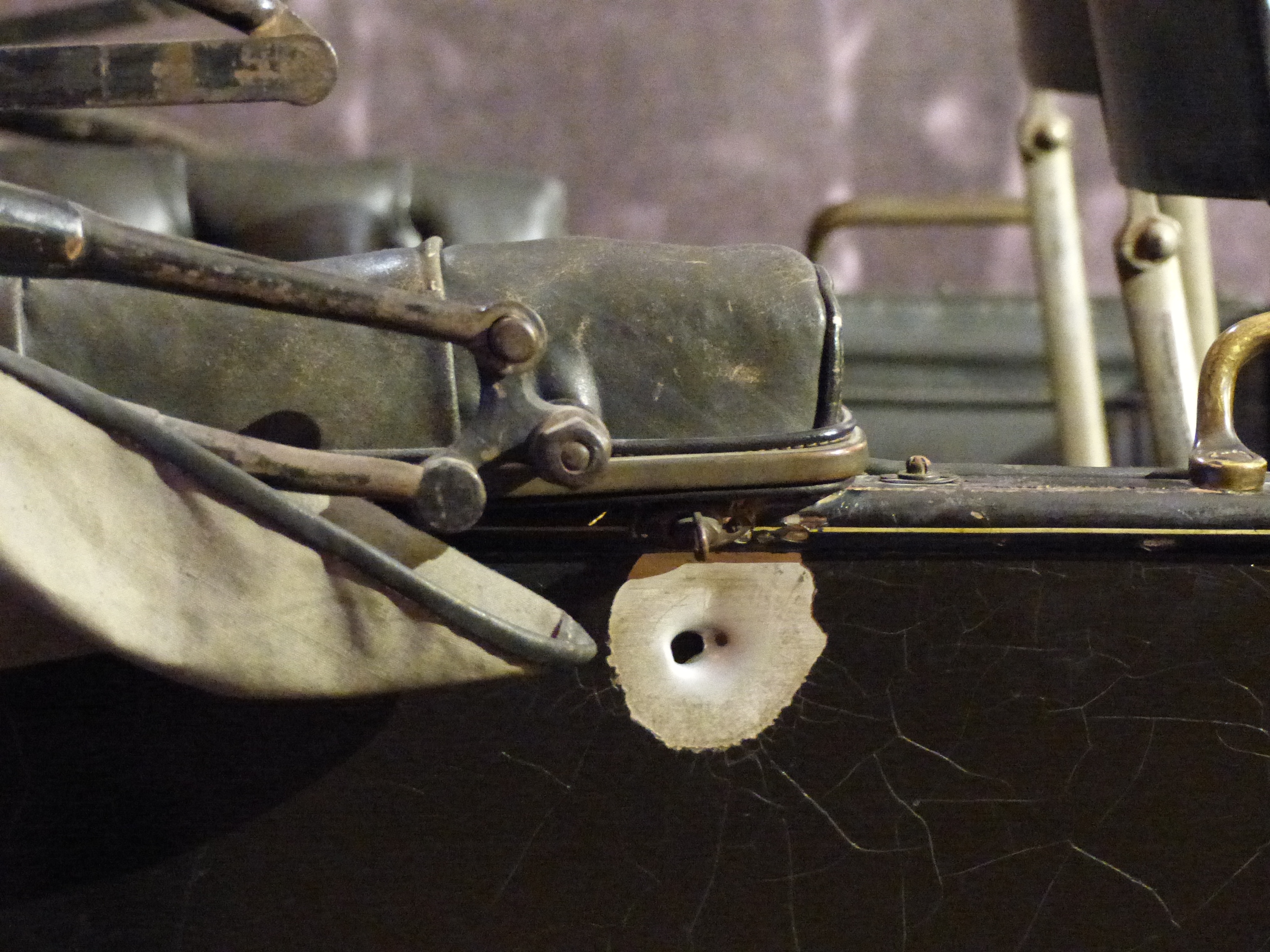
Einschussloch der ersten Kugel, welche Sophie Chotek von Chotkowa tödlich traf

Entgegen den Anweisungen bog die Wagenkolonne auf Höhe der über die Miljacka führenden Lateinerbrücke aber in die ursprünglich geplante Route ein und schnitt zudem die Kurve (damals galt Linksverkehr), so dass die Entfernung zu Princip nur gut zwei Meter betrug. Lojka, der nicht hinreichend über die neue Route orientiert war (zudem waren die beiden vorausfahrenden Wagen ebenfalls falsch eingebogen), legte den Rückwärtsgang ein, um zurück auf den Kai zu gelangen; dabei stand das Fahrzeug einige Sekunden still.
Zu seiner großen Überraschung sah Princip, wie der Wagen mit dem Erzherzog vor dem Delikatessengeschäft Moritz Schiller anhielt, wo er an einem Straßentisch einen Kaffee trank. Er stand auf, trat auf die Straße, zog seine Pistole, eine 9-mm-Pistole FN Browning Modell 1910 der belgischen Firma Fabrique Nationale mit der Seriennummer 19074, und schoss aus wenigen Metern Entfernung zweimal auf Franz Ferdinand und seine Frau.
Das erste Projektil durchschlug die Fahrzeugwand, wobei sich das Geschoss verformte, scharfkantig wurde und sich zu drehen begann. Danach traf es Sophie in den Unterleib und fügte ihr dort eine Reihe von Verletzungen zu, an denen sie innerhalb kürzester Zeit, noch im Wagen selbst, innerlich verblutete. Als Franz Ferdinand merkte, dass seine Frau getroffen worden war, rief er angeblich: „Sopherl! Sopherl! Stirb nicht! Bleib' am Leben für unsere Kinder!“
Unmittelbar danach fiel der zweite Schuss, der Franz Ferdinand in den Hals traf, seine Halsvene zerriss und seine Luftröhre verletzte.
Der zum Schutz auf dem linken Trittbrett stehende Graf Harrach drehte sich um, packte den Thronfolger an der Schulter und rief: „Majestät, was ist Euch?“, woraufhin Franz Ferdinand erwiderte: „Es ist nichts …“ und einen Moment später das Bewusstsein verlor. Der Thronfolger blutete nun nicht aus der Einschusswunde selbst, sondern vor allem durch die verletzte Luftröhre, die wiederum von der verletzten Halsvene gespeist wurde. Das ist auch der Grund, weshalb die Uniform des Thronfolgers vorne großflächige Blutspuren aufweist.
Sofort schluckte Princip sein Zyankali, erbrach es aber, woraufhin er sich mit der Pistole zu erschießen versuchte. Die Pistole wurde ihm jedoch aus der Hand gerissen, und die wütende Menge wollte ihn lynchen. Während Princip sofort von Gendarmen verhaftet, mit Säbelknäufen geschlagen und abgeführt wurde, drehte der Fahrer um und fuhr schnell zu Potioreks Residenz, dem Konak. Otto Merz trug Franz Ferdinand in das Gebäude. Dort bemühten sich schnell herangeholte Ersthelfer hektisch, das Leben des Thronfolgers zu retten, schnitten an mehreren Stellen seine Uniform auf in dem verzweifelten Bemühen, den Blutstrom zu stillen, was jedoch nicht gelang. Franz Ferdinand erlag kurz darauf im Konak seinen Verletzungen.
Princip sagte später aus, dass er Sophie gar nicht habe treffen wollen, die Schüsse hätten Franz Ferdinand und Potiorek gegolten.

## Reaktionen auf das Attentat
Der Tod des Thronfolgers löste in Österreich-Ungarn keine allgemeine Trauer aus. Der Gesandte in Bukarest und spätere Außenminister Ottokar Graf Czernin erinnerte sich später, in Wien und Budapest habe es mehr Erfreute als Trauernde gegeben.
Franz Ferdinand und seine Vertrauten, die in konservativen Wiener Kreisen vielfach als „Belvedere-Bagage“ bezeichnet wurden, hatten nicht nur dort Feinde. Seine Pläne einer trialistischen Reichsverfassung unter besonderer Berücksichtigung der Kroaten stießen insbesondere im ungarischen Reichsteil auf kategorische Ablehnung.
In völkischen und deutschnationalen Kreisen, so namentlich bei dem Publizisten Friedrich Wichtl, wurde die Verschwörungstheorie verbreitet, hinter dem Attentat stünden in Wahrheit Freimaurer und Juden, die damit ihrem angeblichen Ziel der Weltherrschaft näherkommen wollten.

## Politische Folgen des Attentats
An eine Mitschuld der serbischen Regierung am Attentat auf den Erzherzog glaubte man zunächst selbst am Wiener Hof nicht. Der österreich-ungarische Sektionsrat Friedrich Wiesner leitete die Ermittlungen und schrieb in seinem Bericht vom 13. Juli 1914 an das k.u.k. Außenministerium:

„Mitwissenschaft serbischer Regierung an der Leitung des Attentats oder dessen Vorbereitung und Beistellung der Waffen durch nichts erwiesen oder auch nur zu vermuten. Es bestehen vielmehr Anhaltspunkte, dies als ausgeschlossen anzusehen. Durch Aussagen Beschuldigter kaum anfechtbar festgestellt, daß Attentat in Belgrad beschlossen und unter Mitwirkung serbischen Staatsbeamten Ciganović' und Major Tankošic' vorbereitet, von welchen beiden Bomben, Brownings, Munition und Zyankali beigestellt.“

Hingegen vertrat Wiesner nach dem Krieg die These von einer Mitwisserschaft der serbischen Regierung.
Das Attentat von Sarajevo wurde von Österreich-Ungarn, nach einigem Zögern seitens der Hofburg und nach Konsultationen in Berlin, schließlich als Begründung für einen vorerst regional geplanten Militärschlag gegen Serbien benutzt. In der Regierung in Wien standen sich zunächst eine „Friedenspartei“ und eine „Kriegspartei“ gegenüber.
Die „Friedenspartei“ hatte mit dem Tod Franz Ferdinands einen ihrer wichtigsten Fürsprecher verloren; als Vertreter der „Kriegspartei“ drängte Franz Conrad von Hötzendorf bereits seit 1907 auf ein militärisches Vorgehen gegen Serbien. Graf Berchtold, der Kaiser sowie der ungarische Ministerpräsident István Tisza blieben vorerst unentschlossen.
Der serbischen Regierung war die abwartende Haltung des Wiener Hofes bekannt, und sie war sich der möglichen Folgen bewusst. Sie bedauerte den Vorfall, bestritt eine Verbindung mit dem Attentat und wies darauf hin, dass alle Täter aus dem annektierten Bosnien stammten und formell Österreicher seien. Außerdem gäbe es keine Beweise, die auf ein offizielles serbisches Engagement hindeuteten. Dagegen wurde in Österreich-Ungarn offiziell die serbische Organisation Narodna Odbrana (Volksverteidigung) als Anstifter des Attentates bezeichnet.
Österreich-Ungarn stieß sich auch an der als feindlich erachteten kritischen serbischen Presse und machte sie für die aufgeheizte politische Stimmung verantwortlich, die den Mord am österreichischen Thronfolger begünstigt habe. Serbien berief sich dagegen auf die verfassungsrechtlich garantierte Pressefreiheit von privaten Medien und sah in der amtlich gelenkten und nationalistischen österreichisch-ungarischen Presse (besonders der konservativen „Reichspost“) den wahren Problemherd.
In seiner Unentschlossenheit suchte Österreich-Ungarn Rückendeckung bei Deutschland. So fiel die Entscheidung für den Schlag gegen Serbien am 5. Juli 1914 im Laufe der „Mission Hoyos“ in Potsdam, und zwar ausdrücklich auch für den Fall, dass sich daraus „ernste europäische Komplikationen“ ergeben sollten.
Am 6. Juli 1914 sicherte Deutschland per Telegramm Österreich-Ungarn seine volle Unterstützung beim Vorgehen gegen Serbien zu und erteilte damit einen „Blankoscheck“.
Auch Bulgarien, Rumänien und die Türkei sicherten rechtzeitig zu, sich auf die Seite des Dreibundes zu stellen, wenn sich Österreich-Ungarn entschließen sollte, „Serbien eine Lektion zu erteilen“.
Berchtold instruierte den österreichischen Gesandten in Belgrad bereits am Tag darauf wie folgt:

„Wie immer die Serben reagieren – Sie müssen die Beziehungen abbrechen und abreisen; es muss zum Krieg kommen.“

Berchtold zeigte sich am 8. Juli 1914 besorgt, dass eine „schwächliche Haltung unsere Stellung Deutschland gegenüber diskreditieren könnte“.
Der Ministerrat ließ an seiner Sitzung vom 19. Juli offen, ob Serbien – wie der Diplomat Graf Alexander Hoyos überlegte – zwischen anderen Balkanstaaten aufgeteilt werden sollte. Graf Tisza stimmte der Absendung eines Ultimatums nur zu, weil von Serbien keine oder nur kleine strategisch wichtige Gebietsabtretungen verlangt wurden.
Wien war nun zu einem Krieg entschlossen und an einem serbischen Einlenken nicht interessiert:

„Einig war man darüber, die Begehrnote an Serbien zum frühestmöglichen Zeitpunkt abzusenden und sie so zu redigieren, dass sie von Belgrad abgelehnt werden musste.“

Am 23. Juli 1914 stellte Österreich-Ungarn Serbien ein äußerst scharfes, auf 48 Stunden befristetes Ultimatum. Offiziell war dies eine Démarche, weil darin vorerst nicht direkt mit Krieg, sondern nur mit einem Abbruch der diplomatischen Beziehungen gedroht wurde.
Serbien wurde in der Note aufgefordert, alle Bestrebungen, die auf Abtrennung von österreich-ungarischem Territorium abzielten, zu verurteilen und künftig hiergegen mit äußerster Strenge vorzugehen. Serbien sollte unter anderem jede antiösterreichische Propaganda unterdrücken, sofort Schritte gegen Narodna Obrana einleiten, Beteiligte am Attentat aus dem Staatsdienst entfernen und habe vor allem

„einzuwilligen, daß in Serbien Organe der k.u.k. Regierung bei der Unterdrückung der gegen die territoriale Integrität der Monarchie gerichteten subversiven Bewegung mitwirken … eine gerichtliche Untersuchung gegen jene Teilnehmer des Komplotts vom 28. Juni einzuleiten, die sich auf serbischem Territorium befinden; von der k. und k. Regierung hierzu delegierte Organe werden an den bezüglichen Erhebungen teilnehmen …“

Als Reaktion auf das Ultimatum erteilte der Ministerrat Russlands am 24. Juli 1914 Serbien in einem Memorandum die Zusage, dass sich Russland bei den europäischen Großmächten für einen Aufschub des Ultimatums einsetzen werde, um ihnen die „Gelegenheit für eine eingehende Untersuchung des Attentats von Sarajevo“ zu bieten.
Ferner kündigte Russland eine Mobilmachung seiner Truppen sowie den Abzug seiner Finanzmittel aus Deutschland und Österreich an und versicherte, im Falle eines österreichisch-ungarischen Angriffs auf Serbien nicht untätig zu bleiben.
Serbien akzeptierte den größten Teil des Ultimatums bedingungslos, gab aber zu Punkt 6 folgende Erklärung ab:

„Die königliche Regierung hält es selbstverständlich für ihre Pflicht, gegen alle jene Personen eine Untersuchung einzuleiten, die an dem Komplotte vom 15./28. Juni beteiligt waren oder beteiligt gewesen sein sollen, und die sich auf ihrem Gebiete befinden. Was die Mitwirkung von hierzu speziell delegierten Organen der k.u.k. Regierung an dieser Untersuchung anbelangt, so kann sie eine solche nicht annehmen, da dies eine Verletzung der Verfassung und des Strafprozeßgesetzes wäre. Doch könnte den österreichisch-ungarischen Organen in einzelnen Fällen Mitteilung von dem Ergebnisse der Untersuchung gemacht werden.“

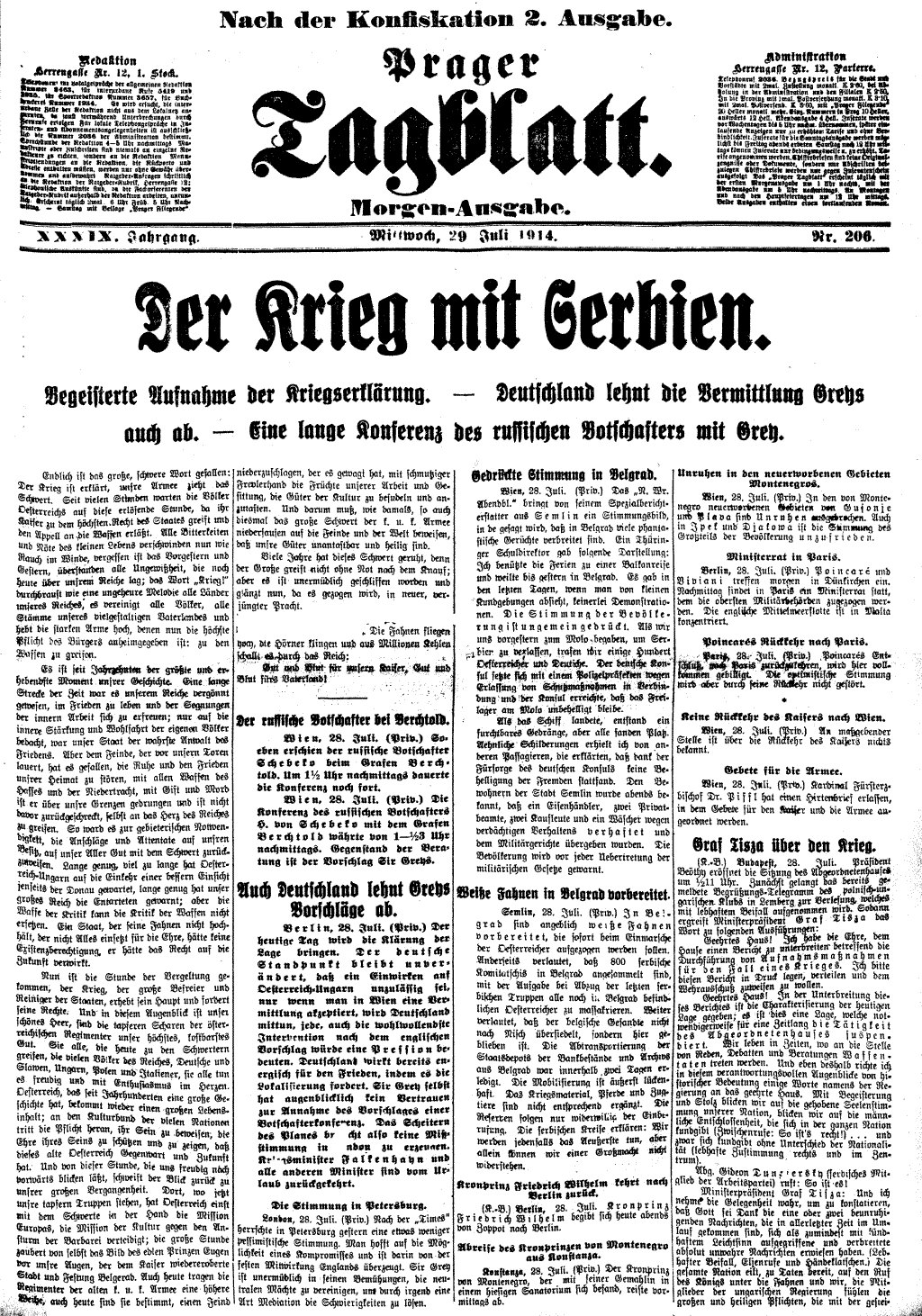
Titelseite des Prager Tagblatt vom 29. Juli 1914, Morgenausgabe

Am 25. Juli 1914, einen Tag vor Ablauf der Frist, erarbeitete Baron Hold von Ferneck im k.u.k. Außenministerium im Voraus eine ablehnende Antwort auf die Reaktion Serbiens. Falls Serbien alle Bedingungen des Ultimatums annehme, dabei aber auch nur den leisesten Protest äußere, sollte die Reaktion aus den folgenden Gründen als unzureichend beurteilt werden:
1. Weil Serbien entgegen seiner 1909 eingegangenen Verpflichtung Österreich-Ungarn gegenüber eine feindliche Haltung eingenommen habe,
2. Weil es die Befugnis Österreich-Ungarns, Serbien nach eigenem Ermessen zur Verantwortung zu ziehen, offensichtlich in Frage stelle,
3. weil von einer inneren Umkehr Serbiens keine Rede sein könne, obwohl es mehrmals dazu ermahnt worden sei,
4. weil es Serbien offensichtlich an ehrlicher Absicht und Loyalität mangele, um die Bedingungen des Ultimatums zu erfüllen. Auch wenn Serbien alle Bedingungen ohne Widerrede annehme, so könne dennoch angemerkt werden, dass es die im Ultimatum geforderten Schritte weder unternommen noch über sie informiert habe.

Der österreichische Ministerpräsident Karl Stürgkh sprach von der Absetzung des serbischen Königshauses, und dass der Wortlaut der betreffenden Passage die Interpretation durchaus zuließ, die die serbische Regierung ihr beigab. Auch das Ausland fasste die Démarche nicht anders auf als die serbische Regierung.
Der schockierte britische Außenminister Sir Edward Grey etwa sprach von dem „übelsten Schriftstück, das ihm zeitlebens in die Hände geraten“ sei. Zugleich begann Serbien mit einer Mobilmachung.
Die Kriegserklärung Österreich-Ungarns an Serbien drei Tage nach Ablauf des Ultimatums am 28. Juli 1914 löste in einer Kettenreaktion von Mobilmachungen und Kriegseintritten den Ersten Weltkrieg aus.

## Prozess gegen die Attentäter

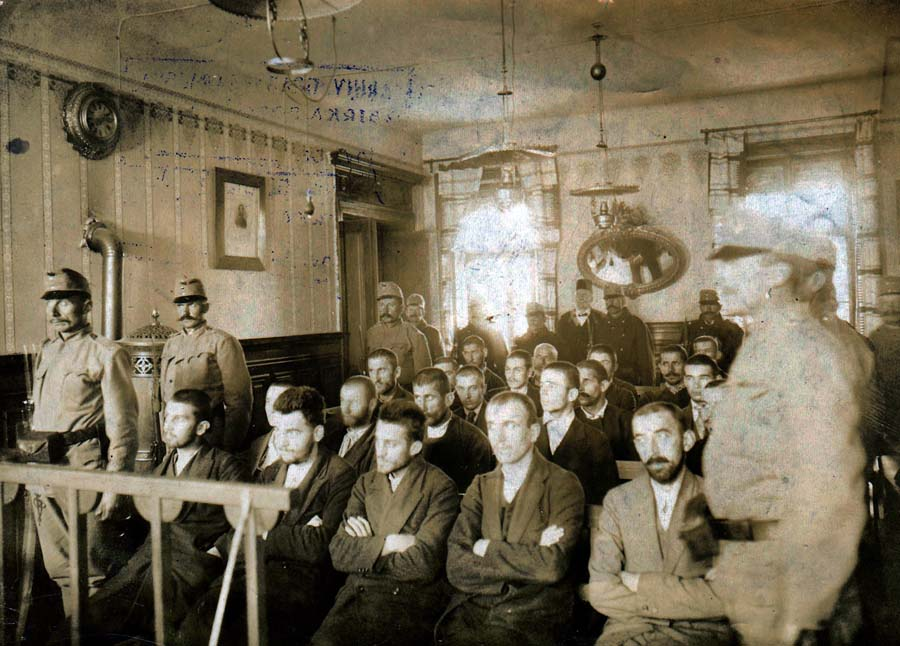
Die Attentäter im Gerichtssaal (Oktober 1914)

Čabrinović, Princip und die anderen Attentäter mit Ausnahme von Mehmedbašić wurden nach und nach festgenommen. Während der Verhöre schwiegen sie zunächst beharrlich, bis sie auf Wunsch von Princip aufgaben und alles gestanden, woraufhin auch die meisten anderen Verschwörer verhaftet wurden.
Vom 12. Oktober bis 23. Oktober 1914 fand in Sarajevo der Gerichtsprozess gegen insgesamt 25 Angeklagte wegen Hochverrates und Meuchelmordes statt. Im Prozess bestritten alle Angeklagten jede Verbindung mit dem offiziellen Serbien. Drei von ihnen wurden hingerichtet.

### Nedeljko Čabrinović

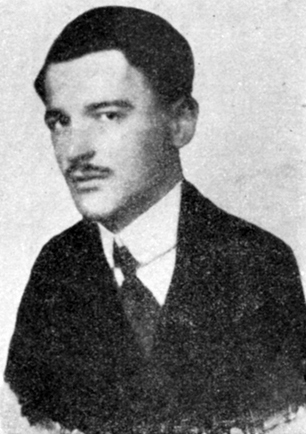
Nedeljko Čabrinović

Nedeljko Čabrinović gab als Grund für seine Tat an, dass Franz Ferdinand ein Feind der Slawen und besonders der Serben gewesen sei. Er sagte weiter aus, dass in Österreich-Ungarn die Deutschen und die Ungarn das Sagen hätten, während die Slawen unterdrückt würden. Da er zum Tatzeitpunkt minderjährig war, wurde er vom Gericht zu 20 Jahren schwerem Kerker in der Kleinen Festung Theresienstadt verurteilt, verschärft durch einen monatlichen Fasttag und am 28. Juni eines jeden Jahres durch hartes Lager und Dunkelarrest.
Er starb am 23. Januar 1916 an Tuberkulose. Franz Werfel, der Čabrinović Ende 1915 in Theresienstadt besuchte, bezeichnete den Todkranken als den „auserwählten Schicksalsmenschen“.

### Vaso Čubrilović
Vaso Čubrilović bezeichnete sich vor Gericht als „Serbokroate“ und gab an, dass sein Ziel die Vereinigung von Serben, Kroaten, Slowenen und Bulgaren in einem Staate sei. Er wurde zu 16 Jahren schwerem Kerker verurteilt, verschärft wie bei Čabrinović.
Auch er war zum Tatzeitpunkt minderjährig und konnte daher nicht zum Tode verurteilt werden. Nach dem Zerfall der österreichisch-ungarischen Monarchie kam er frei. Er studierte Geschichte und arbeitete später als Lehrer und Universitätsprofessor und wurde unter Josip Broz Tito Minister für Forstwirtschaft.

### Veljko Čubrilović
Veljko Čubrilović, Vasos Bruder, wurde der Beihilfe zum Mord für schuldig befunden und am 2. Februar 1915 in der Kaserne „Philippovich-Lager“ in Sarajevo gemeinsam mit Miško Jovanović und Danilo Ilić durch Hängen am Würgegalgen hingerichtet.

### Trifun „Trifko“ Grabež
Trifun „Trifko“ Grabež nannte die Tat „den größten revolutionären Akt in der Geschichte“. Er wurde vom Gericht zu 20 Jahren schwerem Kerker in der Kleinen Festung Theresienstadt verurteilt, verschärft wie bei Čabrinović. Auch er war zu jung für ein Todesurteil. Er starb 1918 an Tuberkulose.

### Danilo Ilić

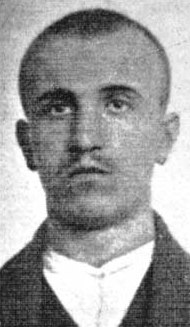
Danilo Ilić

Danilo Ilić wurde vom Gericht für schuldig befunden und zum Tode verurteilt, er war zum Tatzeitpunkt volljährig. Er wurde schließlich am 2. Februar 1915 in der Kaserne „Philippovich-Lager“ in Sarajevo gemeinsam mit Miško Jovanović und Veljko Čubrilović durch Hängen am Würgegalgen hingerichtet.

### Miško Jovanović
Um bei einer eventuellen Kontrolle auf dem Weg nach Sarajevo nicht aufzufallen, hatte Princip Jovanović die Waffen, die beim Anschlag benutzt werden sollten, zuvor in Tuzla übergeben und sie in Sarajevo zurückerhalten. Jovanović wurde vom Gericht der Beihilfe zum Mord für schuldig befunden und am 2. Februar 1915 in der Kaserne „Philippovich-Lager“ in Sarajevo gemeinsam mit Danilo Ilić und Veljko Čubrilović durch Hängen am Würgegalgen hingerichtet.

### Ivo Kranjčević
Ivo Kranjčević, ein Kroate, der nach dem Attentat Čubrilovićs Waffen versteckt hatte, wurde zu zehn Jahren schwerem Kerker verurteilt, verschärft wie bei Čabrinović.

### Muhamed Mehmedbašić
Muhamed Mehmedbašić wurde als einziger Beteiligter nicht verhaftet und setzte sich nach Montenegro ab, wo er mit seiner Teilnahme am Attentat öffentlich prahlte, so dass ihn die Montenegriner schließlich verhaften mussten. Österreich-Ungarn verlangte seine Auslieferung, was Montenegro in einen unangenehmen Zwiespalt brachte, weil es die eigene, serbische Bevölkerung nicht gegen sich aufbringen wollte.
Wie durch Zufall konnte Mehmedbašić jedoch aus dem Gefängnis ausbrechen und untertauchen, worauf er sich zunächst unauffällig verhielt.
1917 wurde er gemeinsam mit Dragutin Dimitrijević Apis, dem Anführer der Schwarzen Hand, wegen eines Mordkomplotts gegen den serbischen Prinzregenten Aleksandar Karađorđević verhaftet und zu 15 Jahren Haft verurteilt. Er wurde schließlich 1919 amnestiert und kehrte nach Sarajevo zurück, wo er ein bescheidenes Leben als Gärtner und Tischler führte. Er starb während des Zweiten Weltkriegs.

### Cvjetko Popović

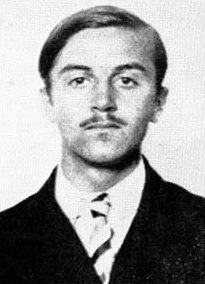
Cvjetko Popović

Cvjetko Popović wurde wegen Hochverrates zu 13 Jahren schwerem Kerker verurteilt und kam nach dem Zerfall der k.u.k. Donaumonarchie frei. Auch er war zum Tatzeitpunkt minderjährig. Er wurde später Kustos in der Ethnografischen Abteilung des Museums von Sarajevo.

### Gavrilo Princip
Gavrilo Princip sagte aus, dass er die Tat nicht bereue und sich auch nicht als Verbrecher betrachte, er habe bloß einen Tyrannen ermordet. Er sagte, dass er ein Serbe und Revolutionär sei, Österreich-Ungarn hasse und dessen Untergang wünsche. Niemand habe ihn zur Tat angestiftet, er bestritt jede offizielle Verbindung zu Serbien.
Zur Bekräftigung behauptete er, dass ihn Ciganović gewarnt habe, dass die serbischen Behörden sie verhaften würden, wenn sie von ihrem Plan erführen. Er sagte auch, dass es ihm leid tue, die Frau des Erzherzoges, eine Tschechin, getötet zu haben, und dass jener Schuss für Potiorek bestimmt gewesen sei.
Princip wurde vom Gericht des Hochverrates und Meuchelmordes für schuldig befunden und zu 20 Jahren schwerem Kerker verurteilt, verschärft wie bei Čabrinović. Für das Urteil war sein junges Alter zum Tatzeitpunkt entscheidend, das ihn vor der Todesstrafe bewahrte. Er starb schließlich 1918 im Gefängnislazarett der Kleinen Festung in Theresienstadt an Knochentuberkulose.

## Lokale Rezeption

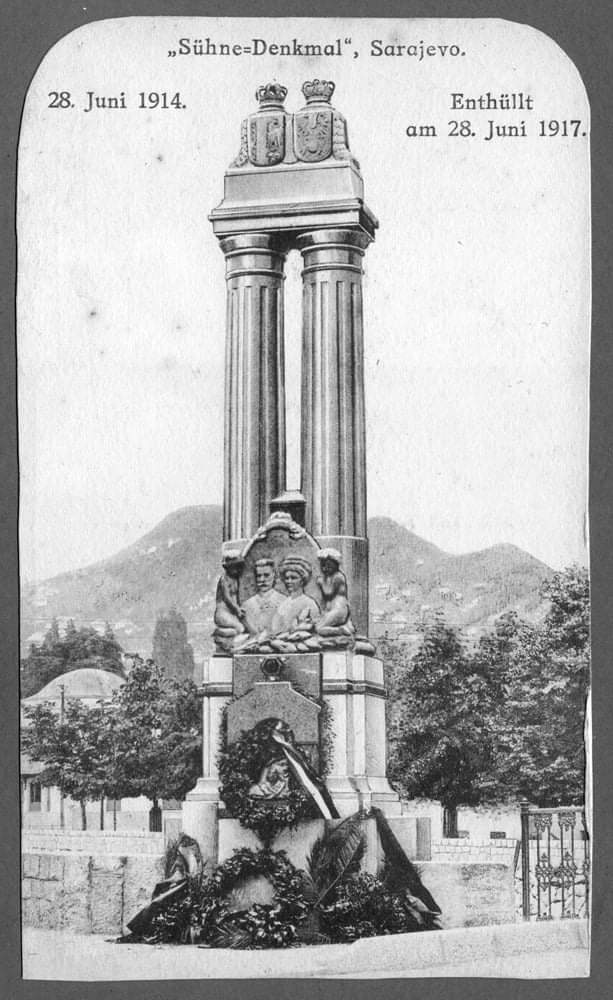
Das Sühne-Denkmal in Sarajewo

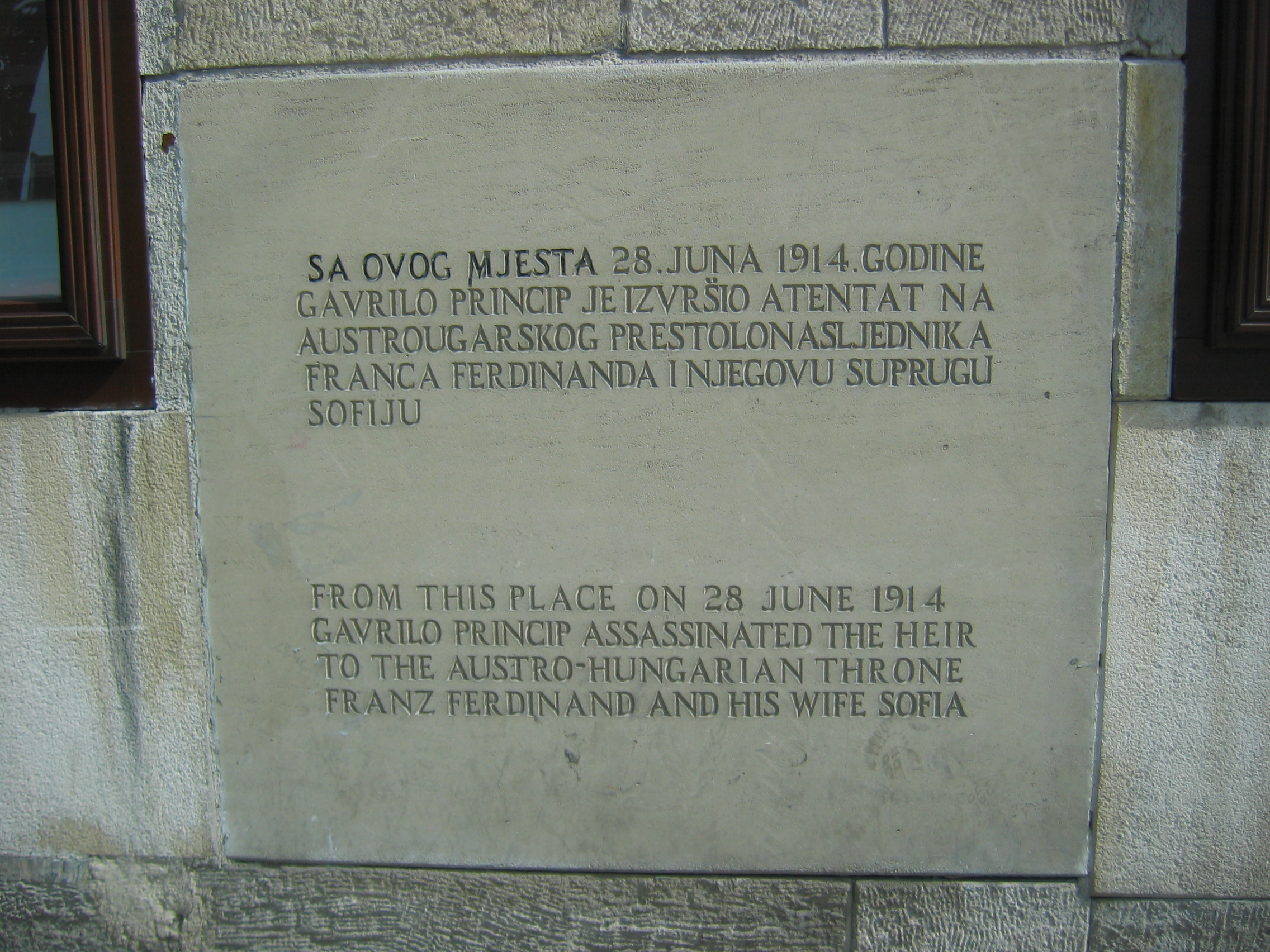
Heutige Inschrift am Schauplatz des Attentats

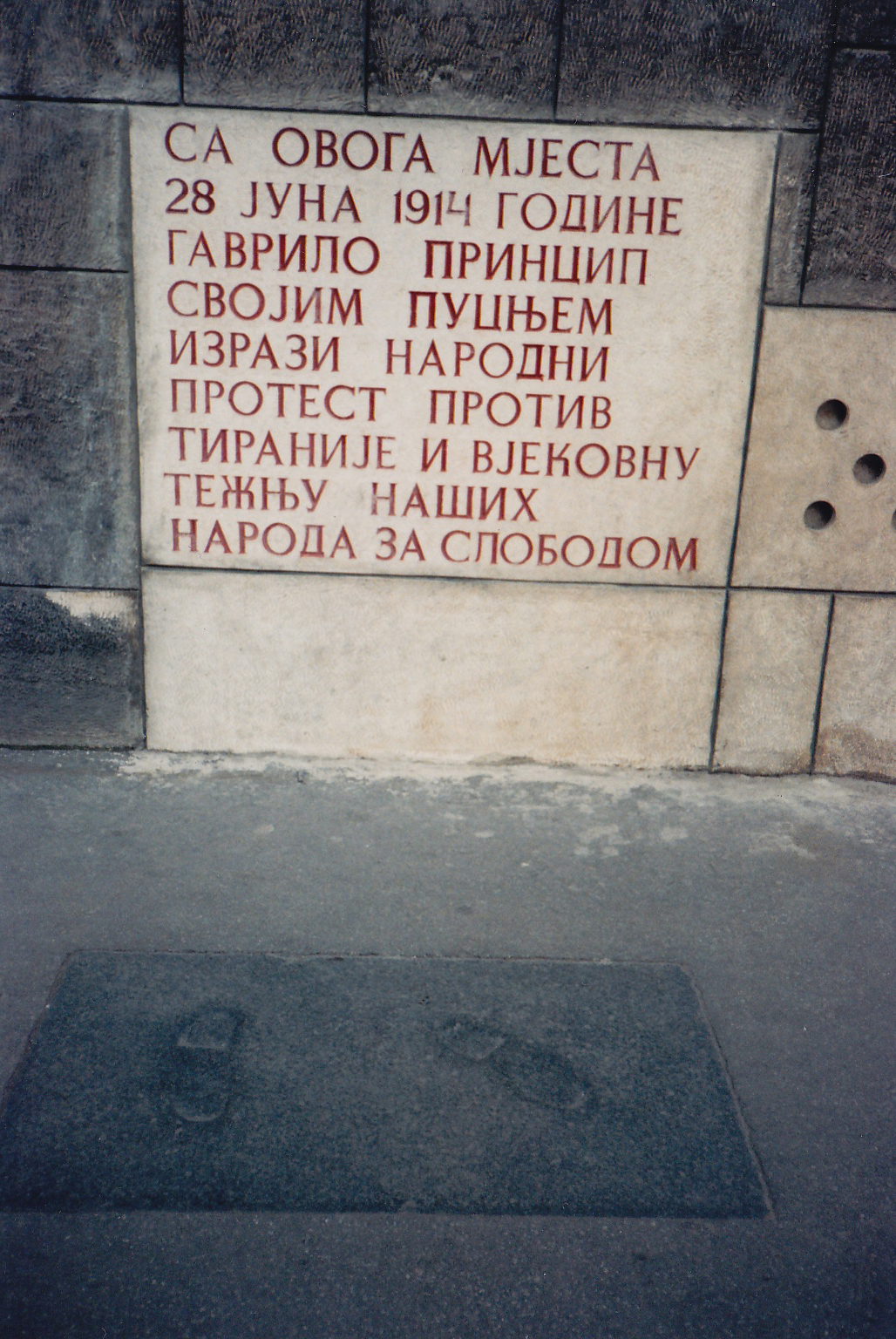
Die zwischen 1952 und 1992 am Platz des Attentates befindliche Tafel mit den Fußabdrücken Princips

Am 28. Juni 1917, anlässlich des dritten Jahrestages der Ermordung, ließ Österreich-Ungarn am Geländer der Lateinerbrücke, die diesen Namen trägt, weil sie die kürzeste Verbindung zur römisch-katholischen Kathedrale ist, ein zwölf Meter hohes Denkmal zu Ehren Franz Ferdinands und Sophies errichten, auf dem die Passanten um ein kurzes Gebet für die Opfer des Anschlags gebeten wurden.
Das Monument bestand aus zwei Säulen, einer großen Platte mit den Figuren des ermordeten Ehepaares sowie einer Nische für Trauerkerzen und Blumen. Ende 1918 ließ das Königreich Jugoslawien das Monument abbauen und in einem Museumsdepot verstauen; der Altar des Denkmals wurde 1919 gesprengt.
Während die Säulen für andere Zwecke wiederverwendet wurden, befindet sich die Platte mit den Figuren des Thronfolger-Ehepaares heute (2006) in der Kunstgalerie Bosniens und Herzegowinas. An der Anschlagsstätte stehen Reste einer Betonbank, die ein integraler Bestandteil des Monuments war. Bosnien-Herzegowina trägt sich mit dem Gedanken, das Denkmal zu erneuern.
Nach dem Ersten Weltkrieg errichteten Sympathisanten des Attentäters am Ort des Anschlages, der nun im Königreich Jugoslawien lag, eine granitene Gedenktafel zu Ehren Princips, die am 2. Februar 1930 eingeweiht wurde. In der ijekavischen Variante der serbo-kroatischen Sprache stand in kyrillischen Buchstaben die Aufschrift: Na ovom istorijskom mjestu Gavrilo Princip navijesti slobodu na Vidov-Dan 15.(28.) Juna 1914 (deutsch: An diesem historischen Ort hat am Vidov-Dan den 15.(28.) Juni 1914 Gavrilo Princip die Freiheit verkündigt).
Die Tafel wurde anlässlich des 15. Todestages der Attentäter Danilo Ilić, Miško Jovanović und Veljko Čubrilović eingeweiht und befand sich am Ort des Sarajevoer Attentates bis zur Entfernung auf einen persönlichen Wunsch Adolf Hitlers am 17. April 1941, als Volksdeutsche die Tafel an die einmarschierenden Soldaten der Wehrmacht übergaben.
Nach dem Überfall der Wehrmacht auf Jugoslawien am 6. April 1941 und der Einnahme Sarajevos am 17. April 1941 bezeichnete Hitler die Platte als das für ihn einzig relevante Kriegssouvenir im besetzten Jugoslawien und wünschte sie anlässlich seines 52. Geburtstages am 20. April 1941 in der Befehlsstelle des Balkankrieges, das Führerhauptquartier „Frühlingssturm“ im sogenannten Führersonderzug Amerika, unter Beisein der angereisten Wehrmacht- und NS-Parteiprominenz wie Wilhelm Keitel, Walther von Brauchitsch und Hermann Göring zu erhalten.
Der Zug, der während der Balkanoffensive vor dem 2500 Meter langen Großen Hartbergtunnel gelegenen Bahnhof bei Mönichkirchen positioniert war, stand fünfzig Kilometer von der jugoslawischen Grenze entfernt.
Die Zeremonie der Überreichung wurde von Hitlers persönlichem Fotografen Heinrich Hoffmann am 20. April 1941 festgehalten. Hoffmanns Fotografie wurde von Muharem Bazdulj im Fundus der Bayerischen Staatsbibliothek München für das Wochenmagazin Vreme ausfindig gemacht. Mit ihrer Veröffentlichung am 31. Oktober 2013 wurde diese als Sensationsfund gewertet. Adolf Hitler ist dabei im Salon des Zuges vor der Gedenktafel Gavrilo Princips abgebildet.
Einen Tag nach dem 6. Mai 1945, an dem Sarajevo durch die Tito-Partisanen befreit wurde, konnte am 7. Mai eine neue Gedenktafel an Stelle der ins Zeughaus Berlin verbrachten wiederangebracht werden. Auf dieser befand sich eine goldene Aufschrift, in der durch den noch immer andauernden Befreiungskrieg eine Konnotation zum Partisanenkrieg gebildet wurde: U znak vječite zahvalnosti Gavrilu Principu i njegovim drugovima borcima protiv germanskih osvajača, posvećuje ovu ploču omladina Bosne i Hercegovine – Sarajevo 7. maja 1945. godine (deutsch: Im Zeichen der ewigen Dankbarkeit an Gavrilo Princip und seinen kämpfenden Freunden gegen die germanischen Eroberer, stiftet diese Tafel die Jugend von Bosnien und Herzegowina – Sarajevo 7. Mai 1945).
Am 28. Juni 1952 wurde diese wiederum durch eine neue Tafel mit veränderter Botschaft ersetzt, diesmal wieder mit einer in kyrillischer Schrift verfassten Aufschrift, die auf den Freiheitswunsch der Völker Jugoslawiens Bezug nimmt: Sa ovoga mjesta 28. juna 1914. godine Gavrilo Princip svojim pucnjem izrazi narodni protest protiv tiranije i vjekovnu težnju naših naroda za slobodom (deutsch: Von diesem Platz hatte am 28. Juni 1914 Gavrilo Princip mit seinen Schüssen den Volksprotest gegen die Tyrannei und das Jahrhunderte währende Streben unserer Völker nach der Freiheit ausgedrückt). Diese Platte wurde während des Bosnienkrieges 1992 zerstört.
In Titos Jugoslawien wurden Princip und die Mlada-Bosna-Bewegung als „junge Kämpfer für die Freiheit und Unabhängigkeit der jugoslawischen Völker“ verehrt und mit einem kleinen Museum in Sarajevo bedacht. Bosnische Kommunisten beschlossen am 7. Mai 1945 in der ersten Sitzung des USAOBiH („Vereinigte Allianz der Antifaschistischen Jugend Bosnien-Herzegowinas“), „als Zeichen ewiger Dankbarkeit gegen Gavrilo Princip und seine Kameraden, Kämpfern gegen die germanischen Eroberer“ eine neue Gedenktafel zu errichten.
Die Lateinerbrücke wurde in Gavrilo-Princip-Brücke umbenannt. An der Stelle, an der Princip während des Attentates gestanden haben soll, errichtete man eine Steinplatte mit Fußabdrücken, die während des Bosnienkrieges in den 1990er-Jahren zerstört wurde. 1977 wurde eine Gedenktafel errichtet, die Princip als Nationalhelden darstellt.
Nach dem Bosnienkrieg in den 1990er-Jahren wurde die Princip-Brücke wieder in Lateinerbrücke umbenannt. Am Ort des Attentates befindet sich heute eine Gedenktafel mit einer neutralen Inschrift in bosnischer und englischer Sprache.

## Museale Rezeption

### Schloss Konopiště, Schloss Artstetten, Kapuzinergruft

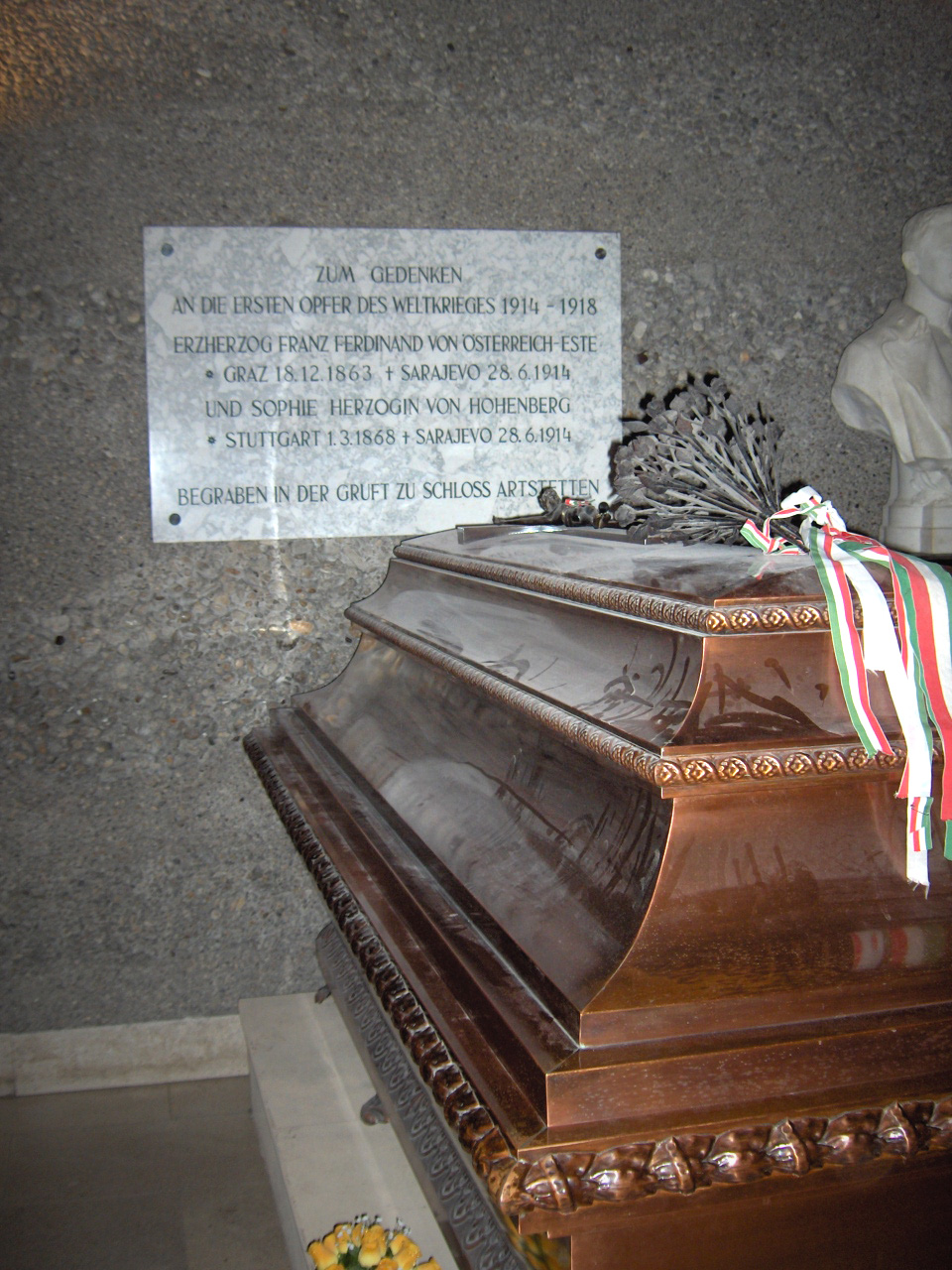
Gedenktafel in der Kaisergruft Wien

Die nach dem Anschlag aus Gips angefertigten Totenmasken des Erzherzogs und der Gräfin sind Ausstellungsstücke im tschechischen Schloss Konopiště. Idente Exemplare aus Marmor sind im Schloss Artstetten zu besichtigen.
Die von Franz Ferdinand am Tag seiner Ermordung getragenen Orden und Ehrenzeichen befinden sich ebenfalls dort, auch das blutbefleckte Kleid der Herzogin von Hohenberg ist erhalten. Im Schloss Artstetten ruhen in der Gruft unterhalb der Schlosskirche die beiden Opfer des Attentats. Im Schloss selbst ist auch ein „Erzherzog Franz-Ferdinand Museum“ untergebracht, das ihn nicht nur als Amtsperson und Würdenträger, sondern auch als Privatmenschen zeigt. Das blutgetränkte Hemd des Erzherzogs, das von seinen Nachfahren dem Orden der Jesuiten zur Bewahrung anvertraut wurde, ist im Heeresgeschichtlichen Museum in Wien aufbewahrt.
1984 wurde eine Gedenktafel aus weißem Marmor in der Kapuzinergruft angebracht. Diese erinnert daran, dass Erzherzog Franz Ferdinand und Herzogin von Hohenberg in der Gruft des Schlosses Artstetten begraben sind. Auf dem Kriegerdenkmal in der Gemeinde Artstetten wie auch auf der Gedenktafel in der Kapuzinergruft sind beide (historisch inkorrekt) als erste Opfer des Ersten Weltkrieges eingraviert.

### Heeresgeschichtliches Museum Wien
Die Ausstellung befindet sich im sogenannten „Sarajevo-Saal“ des Heeresgeschichtlichen Museums (HGM) in Wien. Gezeigt wird u. a. das Automobil, in dem Franz Ferdinand und seine Gemahlin erschossen wurden. Es handelt sich hierbei um einen sechssitzigen Personenwagen der Marke Gräf & Stift, Type: Doppel-Phaeton-Karosserie, vier Zylinder, 115 mm Bohrung, 140 mm Hub, 28/32 PS Leistung, Motor Nr. 287, Wiener Zulassungs-Nummer: A III-118.
Vom ersten Anschlag sind an der linken und an der hinteren Seite des Wagens Splittereinschläge zu sehen. An der rechten Wagenwand ist der Durchschuss des Pistolenprojektils sichtbar, durch das bei dem zweiten Anschlag die Herzogin von Hohenberg getötet wurde.
Das Fahrzeug gehörte Graf Harrach, einem Freund der kaiserlichen Familie. Der Wagen wurde am 15. Dezember 1910 vom Hersteller an Harrach geliefert und von diesem, als Mitglied des Freiwilligen Automobil-Korps, dem Thronfolger für die Manöver im Juni 1914 zur Verfügung gestellt. Nach dem Attentat verblieb das Automobil zunächst im Konak von Sarajevo in Verwahrung. Eigentümer Graf Harrach widmete es Kaiser Franz Joseph, der im Juli 1914 die Überstellung des Fahrzeuges in das damalige k.u.k. Heeresmuseum verfügte.
Dort wurde der Wagen in der Feldherrenhalle des Museums von 1914 bis 1944 zur Besichtigung ausgestellt. Bei den Bombenangriffen auf das Wiener Arsenal erlitt der Wagen Beschädigungen an der Polsterung und an den Rädern, die jedoch restauriert werden konnten. Seit Juni 1957 befindet sich der Wagen an seinem heutigen Aufstellungsort im Heeresgeschichtlichen Museum. Die Nachkommen Harrachs forderten das Auto im Jahre 2003 ohne Erfolg gerichtlich zurück, es ist somit weiterhin im staatlichen Besitz.
Weiters ist die Uniform des Erzherzogs ausgestellt, die aus einem Stulphut mit grünem Federbusch für deutsche Generale, einem hechtgrauen Waffenrock für Generale der III. Rangklasse, blaugrauen Pantalons (Hose) mit scharlachroten Lampassen, einer Feldbinde für Generale und weißen Rehlederhandschuhen besteht. Der Waffenrock weist an der Naht zum Kragenansatz, unterhalb der rechtsseitigen drei Generalssterne, ein kleines Einschussloch auf, durch welches das Stahlmantelgeschoss aus der Pistole des Attentäters eindrang, dem Thronfolger die Halsvene zerriss und die Luftröhre verletzte. Der Rock ist an der Innen- und Vorderseite mit Blut durchtränkt, Blutspuren sind auch an der Hose vorhanden. Einschnitte am linken Brustteil des Rockes und am linken Ärmel stammen von den ersten Rettungsversuchen für den Sterbenden.
Die Rückseite des Rockes ist vom Kragen bis zum linken Schoßteil aufgeschnitten, eine Maßnahme, die dazu dienen sollte, den bereits todesstarren Leichnam des Erzherzogs für die Aufbahrung wieder leichter anziehen zu können. In der Innenseite des Rockes ist der Mittelteil des rechten Rückenfutters fast ganz entfernt. Dies rührt daher, dass Unbekannte, wahrscheinlich beim Aufschneiden der Rückenseite, sich kleine Stücke aus dem weißen Seidenfutter als Souvenir herausgeschnitten hatten. Solche Stoffstücke gelangten später in Umlauf und waren noch nach dem Zweiten Weltkrieg in Jugoslawien gelegentlich anzutreffen. Dies führte sogar zu Gerüchten, dass die Uniform des Thronfolgers nach dem Attentat zerstückelt worden sei und der im HGM ausgestellte Waffenrock demnach falsch wäre.
Bilder aus dem Heeresgeschichtlichen Museum in Wien

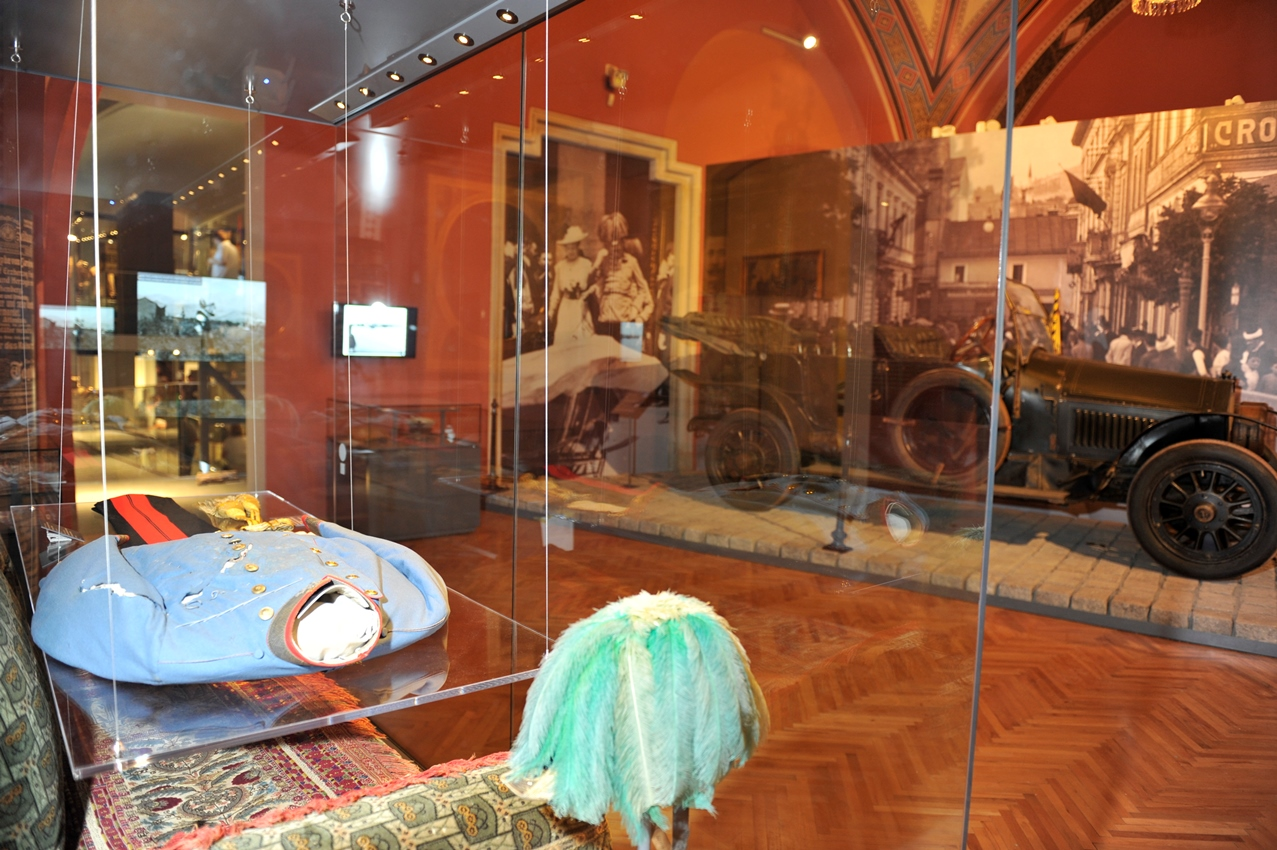
Der „Sarajevo-Saal“
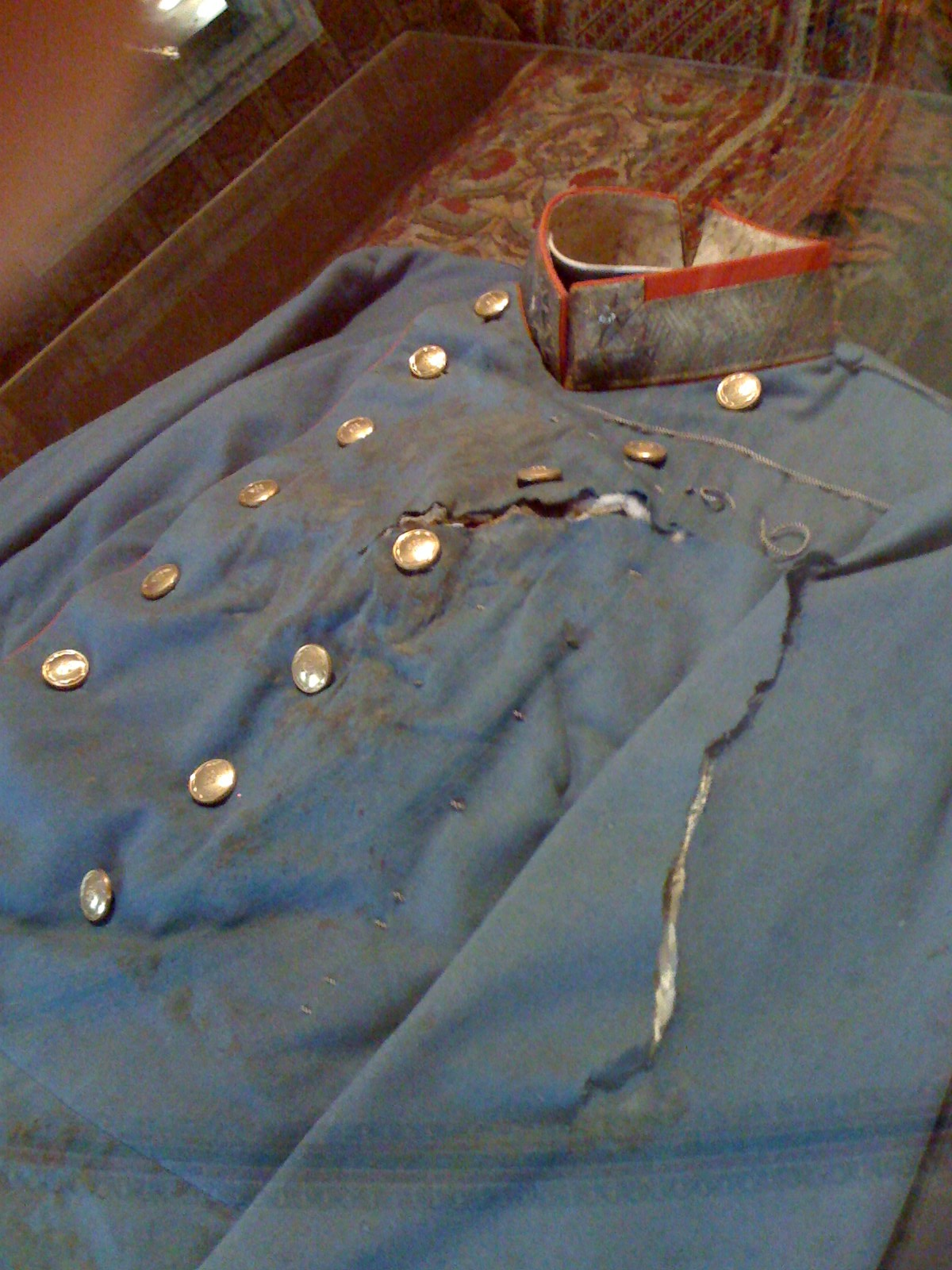
Uniform
Blutgetränktes Unterhemd
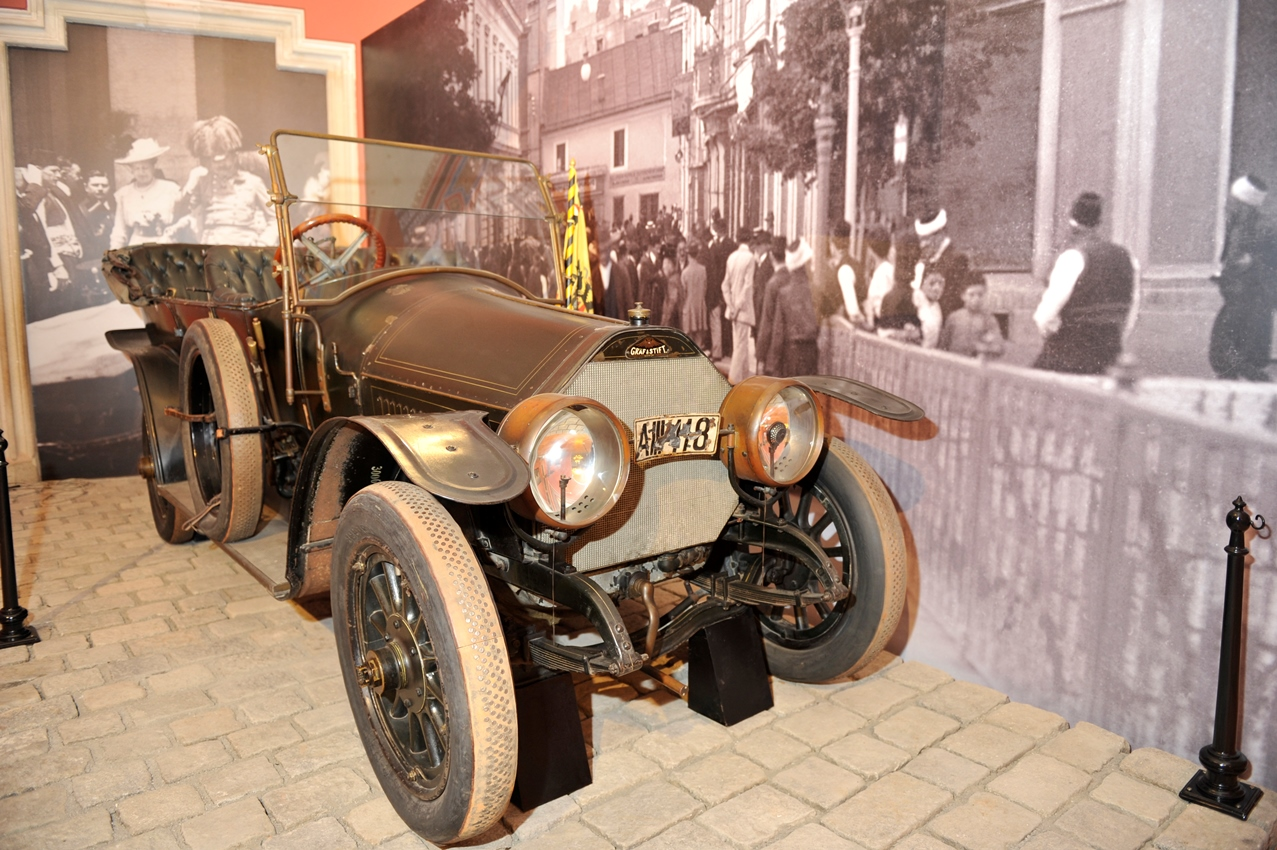
Auto des Sarajevo-Attentats
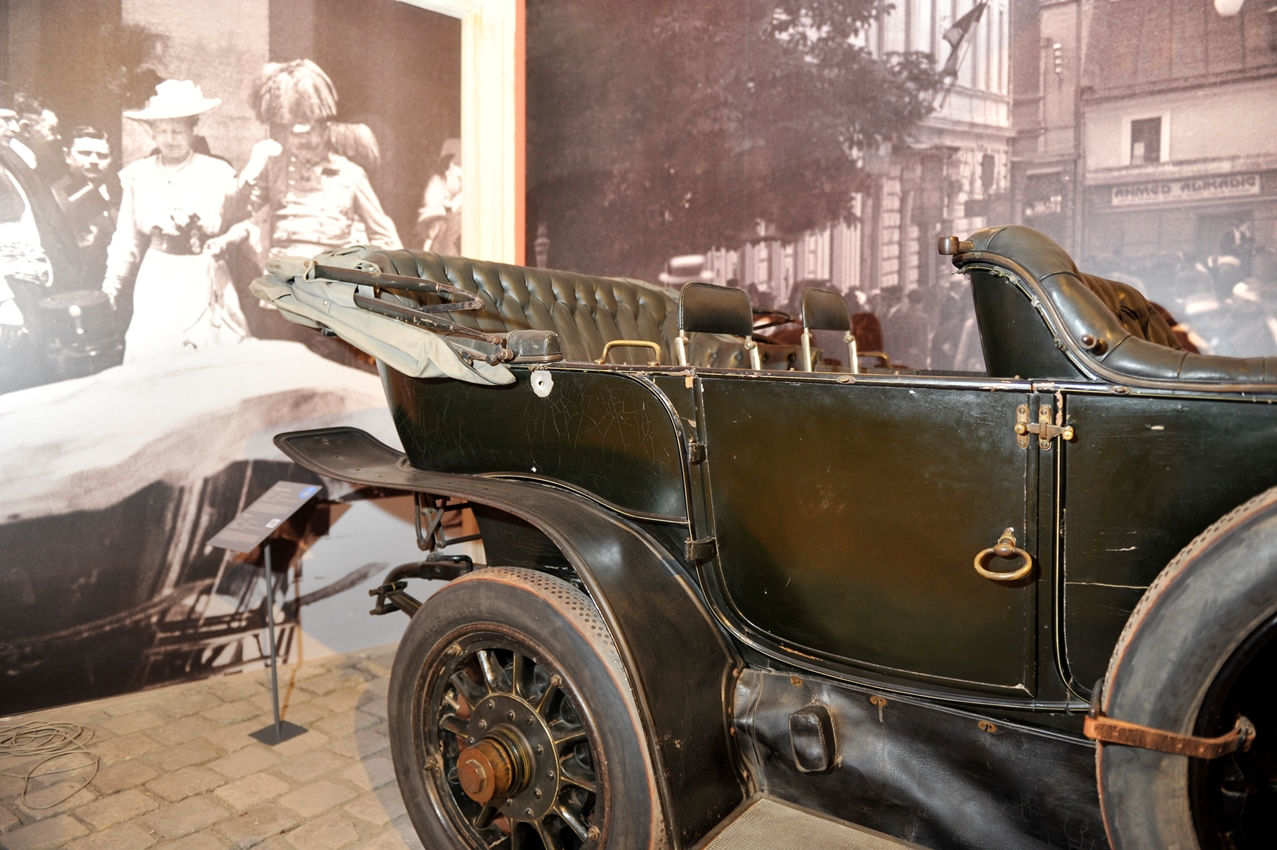
Detailaufnahme des Autos mit Einschussloch

Die Uniform des Thronfolgers, bestehend aus Hut, Feldbinde, Waffenrock und Hose sowie einem Paar Zugstiefeletten mit Anstecksporen, die jedoch nicht ausgestellt sind, wurden auf Wunsch der Kinder des Thronfolgerehepaares am 22. Juli 1914 vom Obersthofmeisteramt des Thronfolgers dem k.u.k. Heeresmuseum als Sonderleihgabe übergeben. Die Handschuhe des Erzherzogs wurden erst 1915 von privater Seite dem Museum überlassen.
Die von Princip verwendete Waffe, eine 9-mm-Pistole FN Browning Modell 1910 der belgischen Firma Fabrique Nationale mit der Seriennummer 19074, ist ebenso dort zu sehen sowie eine größere Anzahl von Fotos, die das Attentat anschaulich dokumentieren.
Die 9-mm-Pistole FN Browning Modell 1910 mit der Seriennummer 19074 befand sich im Besitz der Wiener Jesuiten, die sie nach dem Attentat vom Wiener Hof erhielten.
Es wird davon ausgegangen, dass diese Pistole mit hoher Wahrscheinlichkeit die Tatwaffe war. Im Besitz der Jesuiten, die von den Nachkommen beauftragt wurden, dieses Andenken zu bewahren, befand sich auch eine blutgetränkte Rose, die von der Herzogin von Hohenberg am Tag ihrer Ermordung am Gürtel getragen wurde. Diese Objekte wurden 2004 dem Heeresgeschichtlichen Museum als Sonderleihgabe übergeben.
Jährlich wird um den Jahrestag des Attentats auch das blutgetränkte Hemd des Thronfolgers im Heeresgeschichtlichen Museum gezeigt. Aus konservatorischen Gründen kann das Exponat nur begrenzt ausgestellt werden. Beim Exponat handelt es sich um eine Leihgabe der österreichischen Provinz der Gesellschaft Jesu, die dieses von den Nachkommen zur Aufbewahrung erhielten. Das Unterhemd, das Franz Ferdinand am Tag des Attentats getragen hatte, war ursprünglich für einen Gedenkraum in einem von den Jesuiten geführten Jugendheim in Sarajevo vorgesehen.
Der Jesuitenpater Anton Puntigam, der dem Erzherzog im Rathaus von Sarajevo die letzte Ölung gespendet und den Leichnam eingesegnet hatte, konnte sein geplantes Projekt eines Franz-Ferdinand-Museums jedoch nicht mehr realisieren. Aufgrund des Kriegsverlaufs und der Ereignisse in Bosnien-Herzegowina wurde das Hemd schließlich nach Wien zum Hauptsitz der österreichischen Provinz der Gesellschaft Jesu gebracht, wo es 90 Jahre lang im Archiv aufbewahrt wurde.
Auf Wunsch des Ordens und mit Einverständnis der Familienmitglieder und insbesondere von Schloss Artstetten übernahm das HGM dieses einzigartige und historisch wertvolle Hemd, um es den Besuchern zugänglich zu machen.

### Museum von Sarajevo 1878–1918
Das Museum zeigt Aspekte der Geschichte Sarajevos in der Zeit der Besetzung durch Österreich-Ungarn seit dem Berliner Kongress. Schwerpunkt ist das Attentat, es werden u. a. die verwendeten Waffen sowie Karten mit der Positionierung der Attentäter gezeigt. Die Dependance des Museums von Sarajevo befindet sich in dem Gebäude, vor dem Princip den Thronfolger und seine Frau erschoss.

## Filme
- Sarajevo – Um Thron und Liebe, österreichischer Spielfilm von 1955, mit Ewald Balser als Franz Ferdinand und Luise Ullrich als Herzogin von Hohenberg
- Der Tag, der die Welt veränderte, jugoslawisch-tschechisch-ungarisch-deutscher Spielfilm von 1975, mit Christopher Plummer als Franz Ferdinand
- Weltuntergang, deutsch-österreichischer Fernsehfilm von 1984, mit Hans von Borsody als Franz Ferdinand
- Der Mann, der Gavrilo Princip verteidigte, ein serbischer Spielfilm von 2014[66]
- Das Attentat – Sarajevo 1914, eine deutsch-österreichische Kooperation von 2014

Des Weiteren ist das Attentat ein Nebenschauplatz in den Filmen Oh! What a lovely war (1969) sowie The King’s Man: The Beginning (2021).

## Romane
- Janko Ferk: Der Kaiser schickt Soldaten aus. Ein Sarajevo-Roman. Styria, Wien/Graz/Klagenfurt 2014, ISBN 978-3-222-13408-1.
- Ulf Schiewe: Der Attentäter. Historischer Thriller. Bastei Lübbe TB, Köln 2019, ISBN 978-3-404-17903-9.